# Messerschmitt Bf 109
Pour les articles homonymes, voir Messerschmitt.
Le Messerschmitt Bf 109 est un chasseur monomoteur monoplace allemand conçu par l'ingénieur allemand Willy Messerschmitt en réponse à un appel d'offres du ministère de l'Aviation du Reich pour la conception d'un chasseur moderne devant équiper la Luftwaffe naissante en 1935.
Autour du moteur le plus puissant disponible à cette date, le Junkers Jumo 210 A (mais le premier prototype vola avec un Rolls-Royce Kestrel, en septembre 1935, le Jumo 210 A étant en phase de finition), Messerschmitt dessina la cellule la plus fine possible, reprenant des techniques très novatrices qu'il avait développées pour l'avion léger Bf 108.
C'est donc avec un moteur britannique que le prototype Bf 109 V-1 fit ses essais comparatifs et fut accepté pour une production en série, trois autres prototypes équipés de moteurs allemands étant cependant réalisés pour des tests d'armement.
À la suite de sa participation à la guerre d'Espagne, le Bf 109 fut remotorisé avec un Daimler-Benz DB 600 pour pratiquer de façon encore plus efficace les nouvelles tactiques de combat aérien qu'il avait permis de mettre au point. La première partie de la Seconde Guerre mondiale vit la domination sans partage de cet avion et de sa doctrine d'emploi.
Durant la bataille de France il surclassa la plupart de ses adversaires directs : le Bloch 152, le Hurricane britannique, les Morane-Saulnier MS.406 et les Curtiss H75. En revanche il ne surclassa pas le Dewoitine D.520 (moins rapide mais plus maniable que le Bf 109) et le Supermarine Spitfire britannique lui tint tête dès le début de la bataille d'Angleterre.
Le Bf 109 fut le chasseur préféré de nombreux pilotes allemands, dont des as tels qu'Adolf Galland ou Hans-Joachim Marseille, et cela même après le déploiement du Focke-Wulf 190, pourtant plus performant.
Cependant l'avion arriva vite au bout de son potentiel d'évolution : les versions suivantes ne parvinrent pas à maintenir l'avantage acquis, l'avion était trop étroit pour qu'on lui adapte un armement plus puissant, et il se révéla d'un pilotage difficile lorsque de nouveaux moteurs augmentèrent sa vitesse. Aux mains de pilotes chevronnés il resta néanmoins un adversaire redoutable jusqu'à la fin de la guerre et fut le principal chasseur allemand de cette époque. Il continua à être fabriqué en Tchécoslovaquie après le conflit.
Le Bf 109 peut s'enorgueillir d'avoir été l'avion de chasse muni d'un moteur à pistons le plus longtemps utilisé et le plus produit avec plus de 33 000 exemplaires construits de 1935 à 1956.

## Naissance

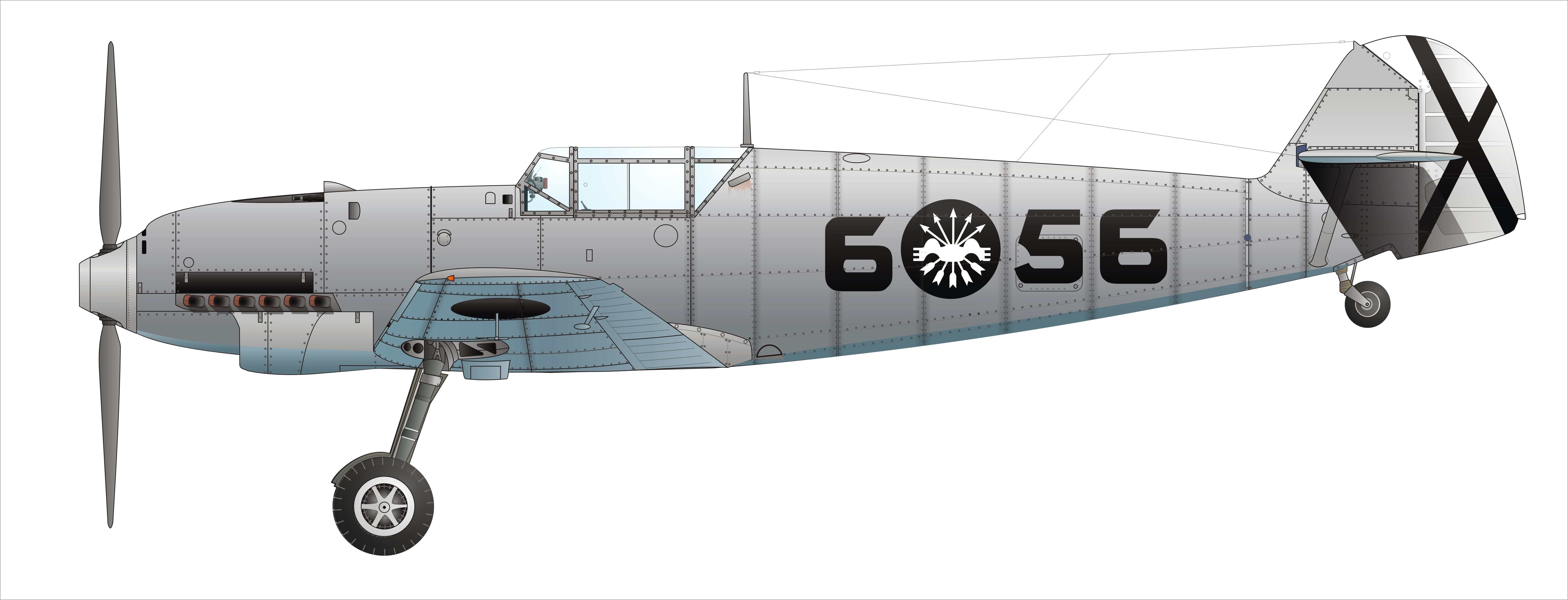
Messerschmitt Bf 109 C-1 du Jagdgruppe 88 de la Légion Condor

Willy Messerschmitt avait fondé sa société Messerschmitt Flugzeugbau GmbH en mars 1926, en partie financée par le gouvernement bavarois. À la suite de problèmes économiques, ce dernier lui demanda en septembre 1927 d'intégrer comme concepteur principal la Bayerische Flugzeugwerke (BFW) d'Augsburg, déjà existante. Après de nombreux déboires, cette association obtient enfin un succès commercial avec le Messerschmitt Bf 108 Taifun, un quadriplace léger, conçu en hâte pour participer au Challenge international des avions de tourisme de 1934. Cet avion, très en avance sur son époque, permit à Messerschmitt d'expérimenter les solutions qui allaient faire le succès de son futur chasseur : la formule monoplan à aile basse cantilever, le train d'atterrissage rentrant, une construction semi-monocoque légère en alliage d'aluminium s'articulant autour d'un unique longeron d'aile et d'une forte cloison pare-feu, ainsi que les dispositifs hyper-sustentateurs, combinant des becs à fente automatiques sur le bord d'attaque et des volets sur le bord de fuite, permettant de décoller et d'atterrir malgré une charge alaire très élevée.
Le Bf 108, très populaire, assura Messerschmitt d'un soutien inconditionnel de nombreux officiers et pilotes de la Luftwaffe. Cependant il s'était aussi trouvé un ennemi acharné en la personne d'Erhard Milch, qui venait de prendre la tête du tout nouveau Reichsluftfahrtministerium (RLM). Cet antagonisme était le résultat de la mort de l'ami personnel de Milch, Hans Hackman, au cours des essais du Messerschmitt M20, mais aussi de l'exploitation désastreuse de l'avion par la suite, au sein de la Deutsche Lufthansa, dont Milch était alors directeur. Cette inimitié explique sans doute pourquoi Bayerische Flugzeugwerke n'a pas été conviée dans un premier temps à répondre au programme de chasseur monoplace Rüstungsflugzeug IV, lancé par le Technisches Amt (le département technique) du RLM en juin 1934. Finalement au début de 1935, grâce à sa popularité au sein des hautes instances de la Luftwaffe, Messerschmitt fut enfin invité à présenter un prototype, bien que Milch assurât que jamais il ne pourrait remporter le concours.

## Le concours
Le programme R-IV, bien qu'issu du RLM, combinait en fait le meilleur des caractéristiques obtenues par les projets sur fonds privés d'Heinkel et Arado, réalisés au cours de l'année 1933. L'avion demandé était un monoplan monomoteur, équipé du nouveau moteur en développement chez Junkers, le Jumo 210, et était armé de trois mitrailleuses de 7,92 mm, approvisionnées chacune à mille coups. L'avion devait privilégier dans l'ordre la vitesse en palier, la vitesse ascensionnelle, et enfin la manœuvrabilité. L'objectif en matière de vitesse était de 400 km/h à 6 000 mètres que l'avion devait pouvoir soutenir pendant vingt minutes. Les performances exigées étaient en fait assez raisonnables mais Messerschmitt savait que, s'il voulait l'emporter, il devait concevoir un avion qui écrase la concurrence par ses performances. Il prit donc le risque de ne pas tenir compte de la recommandation du programme de ne pas dépasser 100 kg/m2 de charge alaire de façon à pouvoir atteindre les vitesses les plus hautes en diminuant au maximum la traînée. En contrepartie, Messerschmitt étudia des dispositifs hypersustentateurs pour garder une vitesse minimale et une manœuvrabilité acceptable. Ainsi, des becs à fente de bord d'attaque à fonctionnement automatique et de grands volets permirent à l'avion de rester contrôlable à basse vitesse.

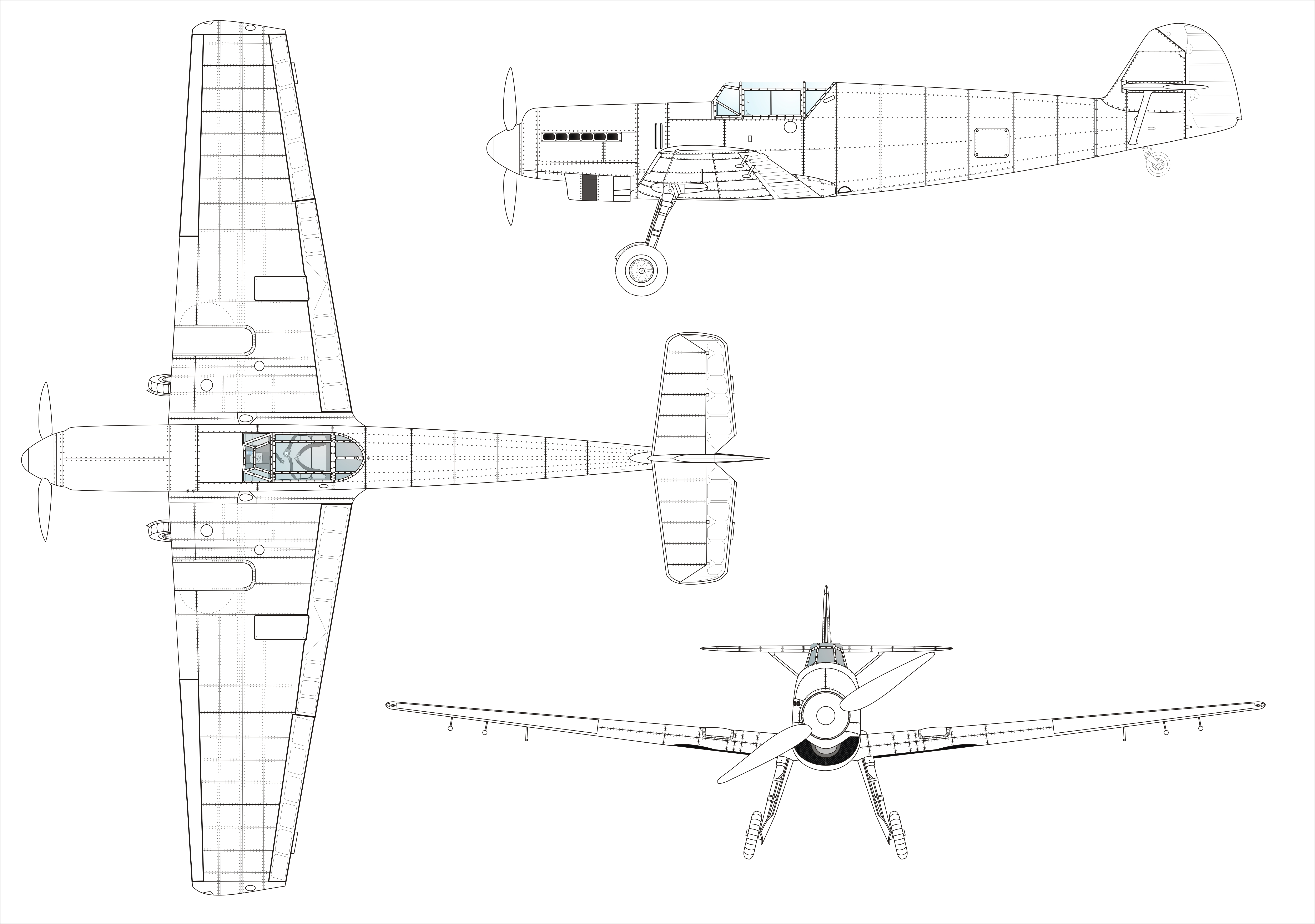
Le prototype V1

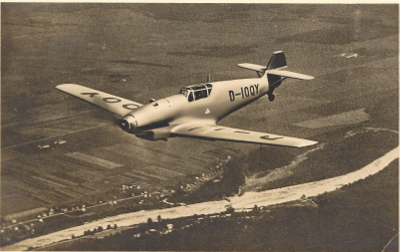
Le prototype V3

Lorsqu'au début de 1935, la Bayerische Flugzeugwerke fut enfin admise à participer à la compétition, Willy Messerschmitt avait déjà réalisé le plus gros du travail de conception du Bf 109 A, ou 8-109 selon la désignation du RLM, ce qui permit au premier prototype V1 (V pour Versuchsflugzeug) d'être prêt dès le mois de mai ; cependant les moteurs allemands ne l'étaient pas et l'avion dut être modifié pour y monter un des quatre Rolls-Royce Kestrel VI de 695 ch acquis par le RLM au Royaume-Uni en échange d'un Heinkel He 70 Blitz. L'adaptation se termina en août et, finalement, le V1 avec l'immatriculation civile D-IABI effectua son premier vol en septembre. Il fut ensuite envoyé au centre d'essai de la Luftwaffe à Rechlin pour participer à la compétition. Le V2, motorisé par un des premiers Jumo 210A délivrant 610 ch, disponibles enfin à la fin de l'été, fut terminé en octobre et rejoignit le V1. En revanche, le V3, qui était le premier exemplaire armé avec sa paire de MG 17 de 7,92 mm sur le capot moteur, dut attendre mai 1936 pour recevoir un moteur et rejoindre ses deux prédécesseurs.
Très rapidement, Arado et Focke-Wulf, voyant leurs projets dépassés, se retirèrent de la compétition ; seuls le Bf 109 et le He 112 restèrent en lice. Outre l'hostilité de Milch, l'avion rencontra un accueil tout d'abord défavorable des pilotes qui lui reprochaient la voie étroite de son train d'atterrissage et son assiette au sol très cabrée, ce qui rendait les opérations au sol difficiles voire dangereuses pour des pilotes peu expérimentés. Le comportement en l'air allait en revanche finir par emporter leurs suffrages, l'avion se révélant capable d'une vitesse exceptionnelle de 470 km/h, soit trente de plus que son concurrent, et capable aussi de piquer et de grimper plus vite. Cependant, le Heinkel avait encore la préférence des instances dirigeantes, le RLM commanda donc une présérie de dix appareils de chaque type. Néanmoins, début mars, la nouvelle que le Spitifire avait été mis en production obligea la Luftwaffe, dans l'urgence, à revoir sa décision et, finalement le 12, parut un document donnant la priorité au Bf 109 qui fut lancé en production alors que l'on demandait à Heinkel de revoir sa copie.
Les choix technologiques risqués de Willy Messerschmitt, avaient réussi à faire la différence, face au Heinkel, privilégié pourtant par les autorités. Comme sur le Bf 108 pour gagner du poids, il regroupait tous les efforts du moteur et du train sur un seul élément, la cloison pare-feu en arrière du moteur. De même pour l'aile, il n'employait qu'un seul longeron au lieu de deux habituellement, et très reculé pour laisser la place au logement de la roue du train rentrant. Associés à une construction en aluminium de type semi-monocoque (revêtement travaillant et raidisseurs en nombre limité), ces innovations lui permettaient d'obtenir une structure simple, légère, et un bon rapport poids/puissance malgré la faible puissance (relative) des moteurs alors disponibles. Avantage décisif, le Bf 109 était nettement moins coûteux à produire que son concurrent et pouvait être produit plus rapidement; avantage en opérations, il était possible de démonter les ailes tout en gardant l'avion sur son train d'atterrissage pour la maintenance ou le transport. En revanche, ce choix impliquait un train à voie étroite qui rendait plus difficile le roulage et les manœuvres au sol. Cela allait devenir particulièrement critique quand la puissance (et le couple de renversement) des moteurs allait augmenter.

## Débuts de série

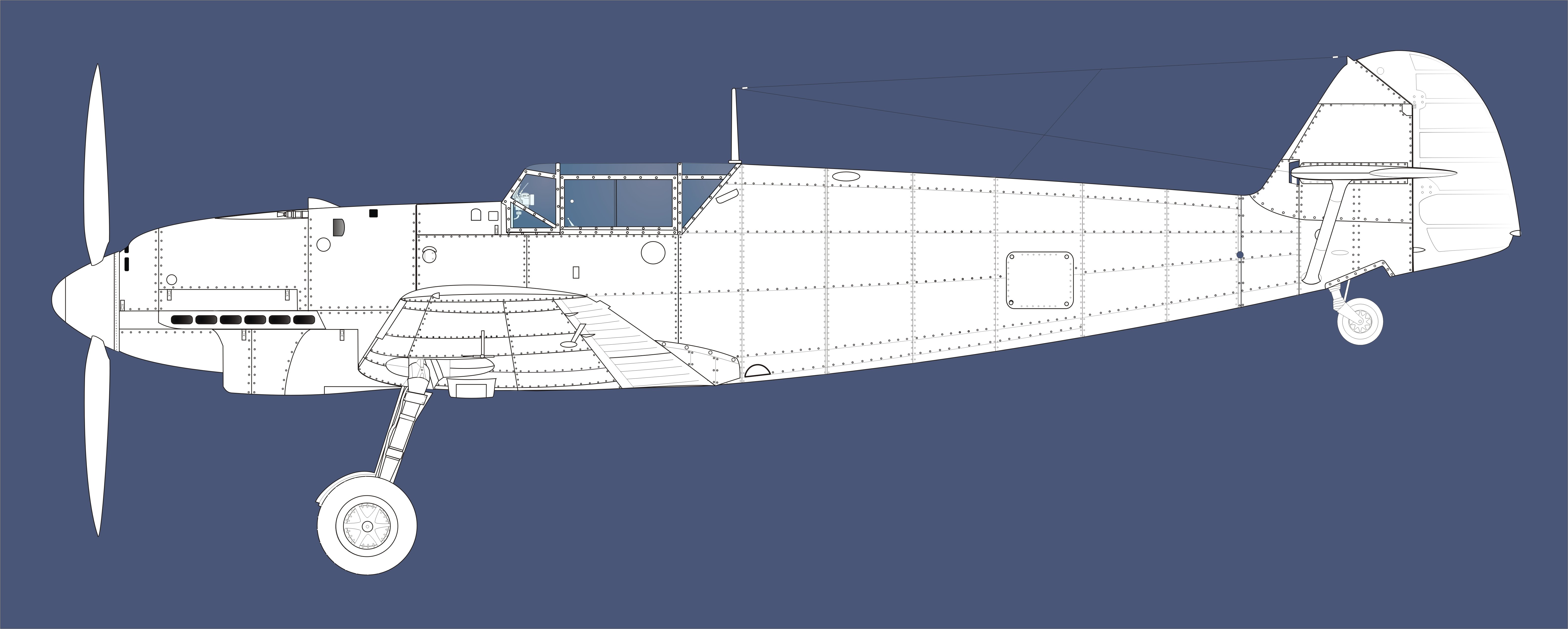
Bf 109 B.

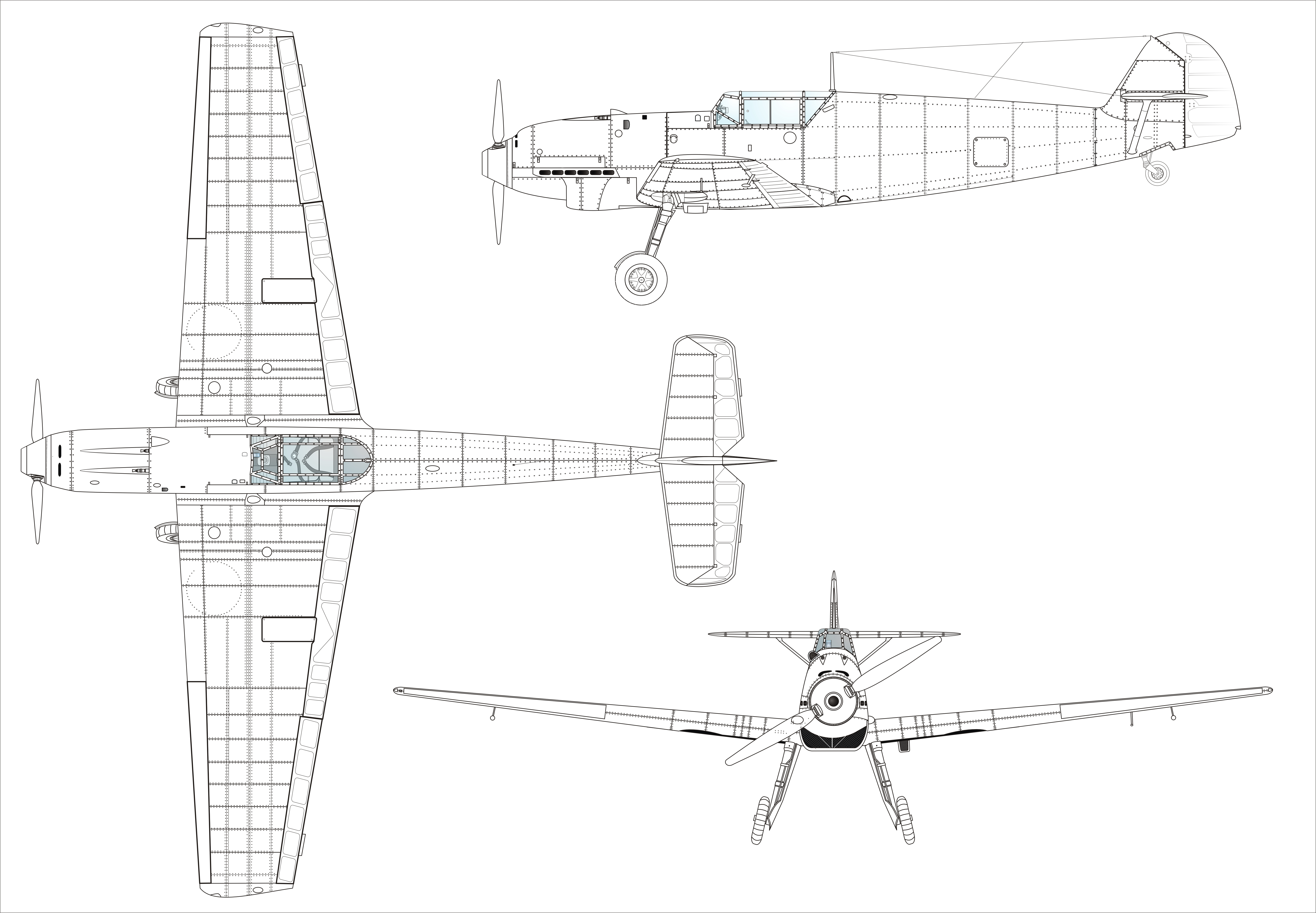
Bf 109 B.

Il semble que 22 Bf 109 A-0 aient été livrés. Basés sur le V4 qui vola le 23 septembre 1936, les premiers étaient motorisés par un Jumo 210B de 640 ch qui céda rapidement la place à un Jumo 210D de 670 ch. Ces avions n'étaient pas identiques, avec de nombreuses différences parfois apparentes : les prises d'air de refroidissement de l'armement et le radiateur d'huile changèrent de position à plusieurs reprises pour éviter les phénomènes de surchauffe. Ils furent suivis par les Bf 109 B-1 qui en découlaient mais qui allaient être produits à 341 exemplaires par Messerschmitt, Fieseler et Erla. En cours de production du B-1, l'hélice bipale fixe Schwarz en bois céda la place à une bipale à pas variable VDM, copie sous licence de l'Hamilton Standard américaine, donnant par modification ou nouvelle construction les Bf 109 B-2. Les avions étaient parfois motorisés par un Jumo 210Da et son compresseur à deux vitesses, certains semblent avoir reçu des Jumo 210G à injection directe après l'essai en mars 1937 sur le Bf 109 V7. Comparé aux futurs chasseurs britanniques armés de huit mitrailleuses, l'armement du Bf 109 était cependant jugé insuffisant avec seulement deux MG-17 de 7,92 mm de capot. Plusieurs essais furent réalisés pour monter une troisième mitrailleuse (voire un canon de 20 mm MG FF) installé(e) entre les deux rangs de cylindres et tirant à travers la casserole d'hélice. Mais les vibrations et l'échauffement provoqués par leur tir posaient encore trop de problèmes et les armes montées à travers le moteur restèrent expérimentales, les premiers avions des séries A et B devant se contenter de l'armement du V3.
Les premiers avions furent affectés au Jagdgeschwader (escadre de chasse) JG-132 Richthofen dans le but de tester leurs capacités opérationnelles et, dès le début de sa production, le Bf 109 fut engagé dans les opérations de la guerre d'Espagne où il volait aux mains des pilotes allemands volontaires de la Légion Condor. Il semble probable que des A-0, aient servi en Espagne avec les marquages tactiques de 6-1 à 6-16, par contre l'envoi des prototypes Bf 109 V4, V5 et V6, bien que souvent cité, semble incertain. Leur apparence similaire les fit néanmoins souvent confondre avec le modèle B1 qui leur succéda. L'un d'eux, le 6-15, contraint à un atterrissage forcé à la suite d'une panne d'essence fut capturé par les républicains, le 11 novembre 1937. Le pilote d'essais français Constantin Rozanoff eut alors l'occasion de l'évaluer, puis il fut livré aux soviétiques pour une étude plus poussée. Par la suite, au moins une cinquantaine de Bf 109 B et une trentaine de Bf 109 C furent envoyés combattre, l'envoi de modèles D n'étant pas certain. La pratique dura tout le long du conflit jusqu'à l'envoi d'une quarantaine de Bf 109 E en 1939, le total des avions fournis aux forces nationalistes se situant au-delà de 130. Au cours des combats en Espagne, le Bf 109 fut opposé, en particulier, aux chasseurs soviétiques Polikarpov I-15 et I-16, extrêmement maniables et bien armés, qui dominaient alors le ciel espagnol. Incapables de prendre l'avantage en combat tournoyant, les pilotes allemands, mirent alors au point des tactiques mettant l'accent sur la vitesse et l'avantage d'altitude. Groupé par quatre dans des Schwärme (essaims), qui se subdivisent en deux Rotten (bandes), les Messerschmitts engageaient et rompaient le combat à leur convenance du fait de leur grande vitesse. Lorsqu'ils bénéficiaient de la supériorité en altitude, ils plongeaient alors sur leurs adversaires pour effectuer une passe, groupés en formation, puis remontaient avec la vitesse acquise pendant le piqué, restant ainsi complètement hors d'atteinte des contre-attaques de leurs adversaires. Cette nouvelle méthode de combat, connue comme combat à l'énergie, ou Boom and Zoom, inventée par des pilotes comme Adolf Galland et Werner Mölders, devint par la suite le style de combat dominant dans les airs lors du second conflit mondial. Le Bf 109 se révéla magnifiquement adapté à cette utilisation. Plus de deux cents pilotes allemands firent leurs premières armes en passant par la légion Condor, devenant par la suite le noyau de la future chasse de la Luftwaffe, la Jagdwaffe (en).

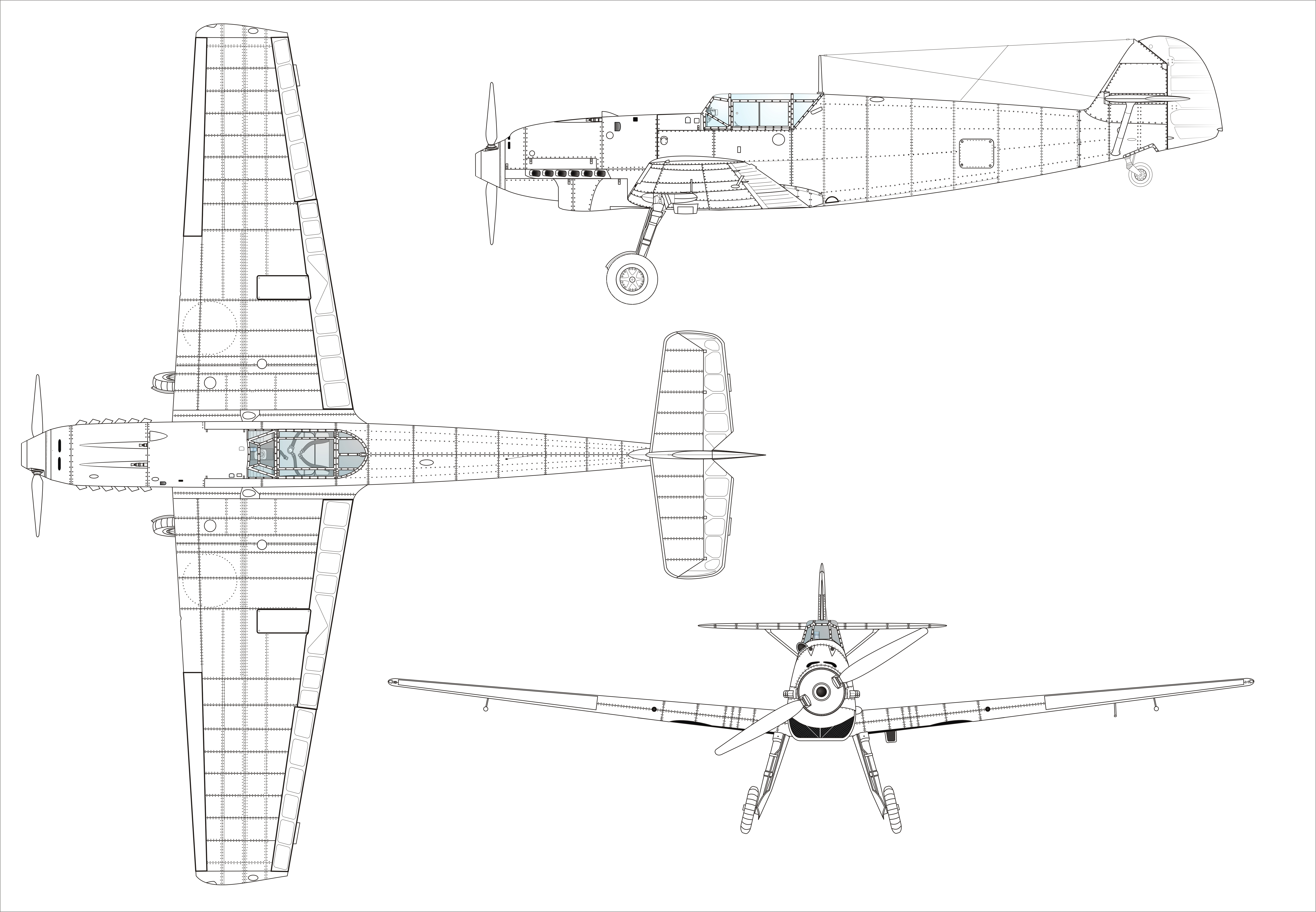
Bf 109 C-1 et Bf 109 D

Le Bf 109 V8 était le premier à apporter une réponse satisfaisante au problème de la faiblesse de l'armement, ses ailes avaient été modifiées pour permettre le montage de deux mitrailleuses supplémentaires aux emplantures ; le V9 était encore mieux armé car il embarquait des canons de 20 mm MG-FF dans les ailes mais la structure de celles-ci se révéla alors trop faible pour supporter le recul, les avions de série Bf 109 C devant alors se contenter de quatre mitrailleuses MG 17. Les deux prototypes et la série étaient motorisés par le Jumo 210 Ga et, pour la première fois, embarquaient une radio FuG 7 qui permettait les liaisons avec les forces terrestres. Pour Willy Messerschmitt, le principal problème de son chasseur était que, malgré les améliorations du Jumo, il n'arrivait pas à lui faire atteindre des vitesses supérieures à 480 km/h. Il était persuadé que la solution se trouvait dans l'adaptation des Daimler Benz de la série 600. Son premier essai, le Bf 109 V10, l'ancien prototype de la série C, motorisé avec un DB 600A de 900 ch, fut détruit à l'atterrissage par Ernst Udet lors d'une tentative de record en juillet 1937. Le V11 lui succéda, toujours avec un DB 600A, puis vinrent les deux V12 et V13. Le moteur de Daimler Benz manquant encore de fiabilité et le DB 601 à injection devant être bientôt disponible, on décida donc de construire une série transitoire, le Bf 109 D, encore équipée des Jumo 210D et toujours armée de quatre MG 17. Cette version fut la première à être exportée vers la Suisse et la Hongrie.
| Les premières productions du Bf 109 | Les premières productions du Bf 109 |
| --- | ----------------------------------- |
| Bf 109 A-0 |                                     |
| production basée sur le Bf 109 V4, 22 exemplaires. |                                     |
| présérie du Bf 109 B |                                     |
| Bf 109 V5 2 MG-17, moteur junkers Jumo 210B, 1er vol 5 novembre 1936 Bf 109 V6 2 MG-17, moteur junkers Jumo 210B, 1er vol 11 novembre 1936. |                                     |
| série du Bf 109 B |                                     |
| Bf 109 B-1 début de série avec hélice fixe en bois Schwarz, moteur junkers Jumo 210G de 670 ch, hélice fixe en bois Schwarz Bf 109 B-2 exemplaires rééquipés de l'hélice bipale à pas variable VDM-1, moteurs Jumo 210Da. |                                     |
| présérie des Bf 109 C et Bf 109 D |                                     |
| Bf 109 V7 non-armé, moteur junkers Jumo 210G, 1er vol 5 novembre 1936 Bf 109 V8 armé de 2 MG-17 capot, moteur junkers Jumo 210Ga, 1er vol 11 novembre 1936 Bf 109 V9 prototype, armé de 2 MG-17 de capot et 2 MG FF dans les ailes, moteur junkers Jumo 210G, 1er vol 11 novembre 1936 Bf 109 V10 moteur Jumo 210Ga de 700 ch puis Daimler-Benz DB-600a de 900 ch pour une tentative de record. |                                     |
| série du Bf 109 C |                                     |
| surnommée Clara ou Caesar, moteur Jumo 210G ou Ga, armé de 2 MG-17 de capot et de 2 dans les ailes, 58 exemplaires. |                                     |
| série du Bf 109 D |                                     |
| surnommée Dora, moteur Jumo 210Da ou Ga, armé de 2 MG-17 de capot et de 2 dans les ailes, 647 exemplaires. |                                     |

### Le Bf 109, arme de propagande
Le nouvel avion était utilisé de façon intensive par la propagande nazie du Troisième Reich dans le but d'impressionner ses futurs alliés et adversaires. On manipula de nombreux détails techniques et caractéristiques de l'avion pour amener les services de renseignement et la presse étrangère à surévaluer l'appareil. Dans ce but on utilisait beaucoup les prototypes, dont certains transformés en machine de record, ayant peu de rapport avec les chasseurs de la production de série. Par exemple, le Bf 109V13, qui battit le record du monde de vitesse avec 610,5 km/h en novembre 1937, employait un DB-601 spécialement préparé et dépourvu de tout armement. Les services de la Luftwaffe entretenaient alors un flou sur ces avions en les classant comme prototypes du chasseur, laissant sous-entendre que la production serait basée sur ces modèles. L'influence de ces mesures se fait encore sentir de nos jours, certains croyant que les Bf 109 D étaient dotés de moteurs Daimler-Benz qui est toujours reconnu maintenant pour les voitures de la marque Mercedes.
Autre domaine où la Luftwaffe essayait de tromper les experts, celui de l'armement. Des manuels furent même publiés pour des avions qui n'existaient pas, ou uniquement sous forme de prototype sans avenir. Les différentes variantes d'armement des modèles C et D, outre leur côté expérimental, étaient certainement à classer dans ces tentatives de tromperie destinées à masquer la faiblesse de l'armement du Bf 109 à ses débuts. Étaient vraisemblablement à classer dans ces efforts :
- le Bf 109 C-2 avec cinq MG 17 dont une tirant à travers la casserole d'hélice ;
- le Bf 109 C-3 avec deux canons MG-FF d'aile ;
- le Bf 109 C-4 avec un canon MG FF tirant à travers la casserole d'hélice ;
- le Bf 109 D-2 avec trois MG-FF (deux d'aile et un de moteur) ;
- le Bf 109 D-3 avec deux MG-17 de capot et deux MG-FF dans les ailes.

Les montages d'armes dans le moteur et de canon dans les ailes se révélant impraticables avant la fin de l'année 1939, nombre de ces avions n'ont vraisemblablement jamais existé autrement que sur papier, ce même si une documentation existait sur leur emploi opérationnel. Ces efforts portèrent leurs fruits, là encore même de nos jours, les premières versions du Emil étant décrites comme armées d'un canon tirant à travers le moteur voire de trois canons. Ces procédés continuèrent par la suite, présentant l'avion de record Messerschmitt Bf 209 comme une future évolution du Bf 109 en le désignant Me 109R alors qu'il était impossible de l'armer sans que ses performances ne s'effondrent.

## L'arrivée des Daimler Benz, le Bf 109 EEmil

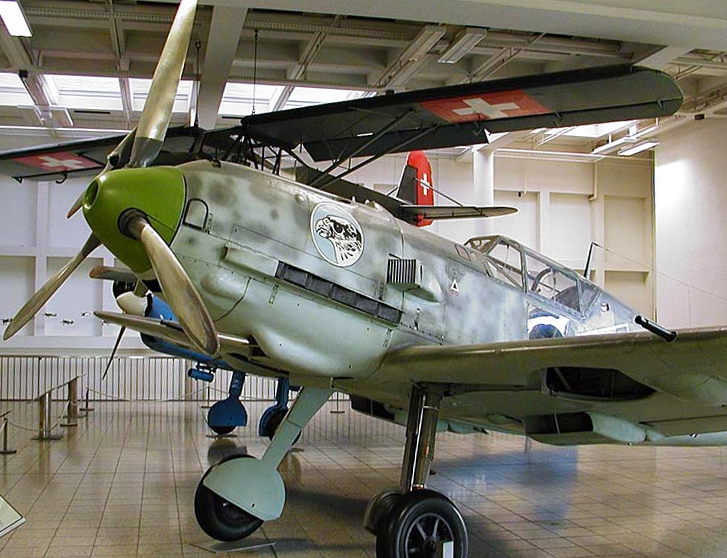
Un Bf 109 E

Bf 109 E-3.

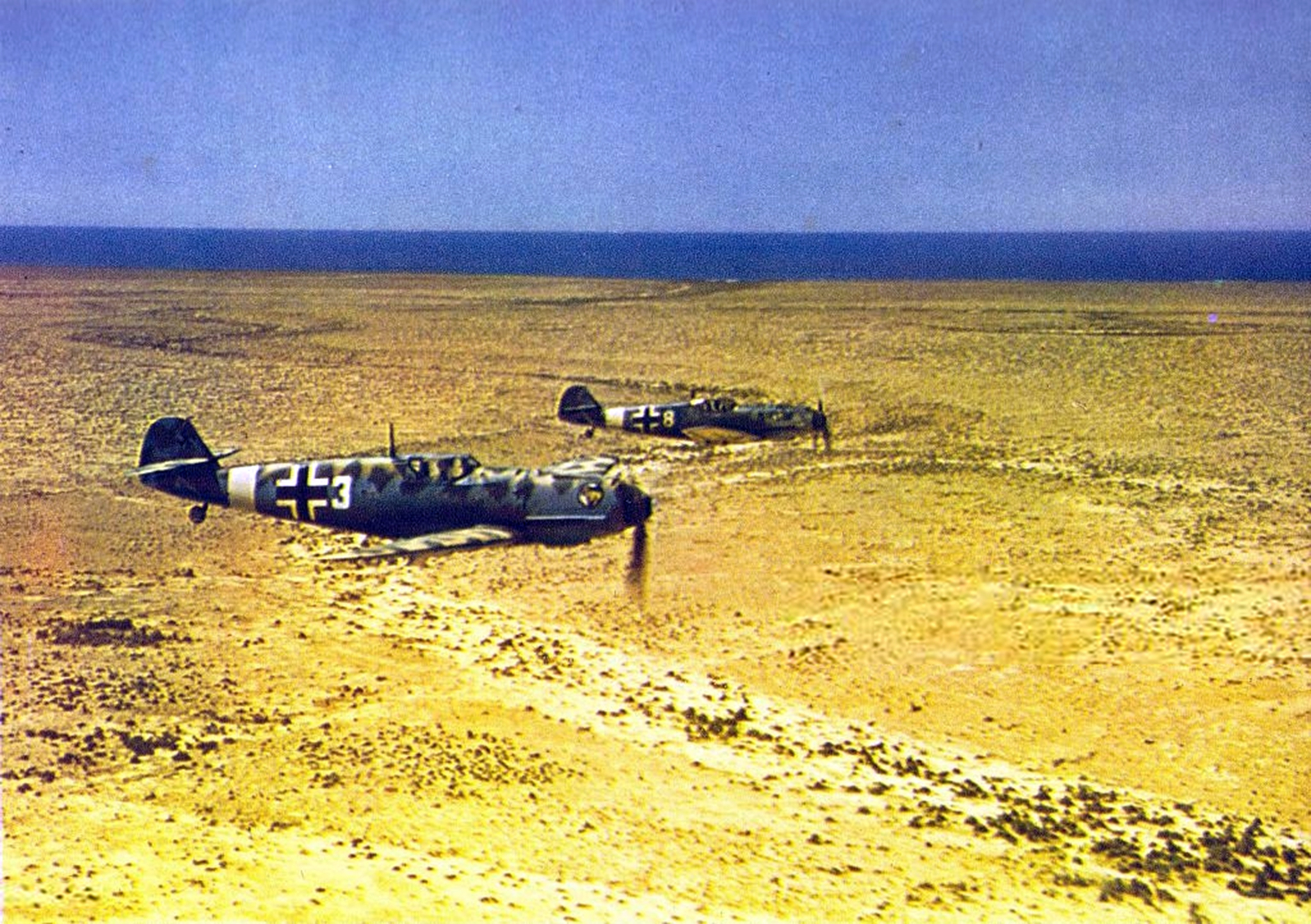
Deux chasseurs Messerschmitt Bf 109 E-4 survolant le ciel de Libye en 1941. L'arrivée des Allemands sur le théâtre de la guerre du désert modifie complètement la donne.
(Crédits photo : National Museum of the United States Air Force ; procédé de recolorisation).

Les expérimentations avec les Daimler Benz se poursuivent, avec les V11 et V12 et leur DB 600A. Mais le moteur encore jeune pose de nombreux problèmes, en particulier au niveau de sa suralimentation automatique et la production, insuffisante, est réservée prioritairement aux bombardiers Heinkel He 111. Le DB 601 devient enfin disponible. Messerschmitt ayant gagné une réputation internationale, le RLM suggère le changement de nom de Bayerische Flugzeugwerke en Messerschmitt AG, les avions suivants prendront alors la désignation Me, au lieu de Bf (bien que cette désignation soit restée très informelle, et que pour la Luftwaffe et dans les documents officiels, le 109 gardera sa désignation Bf).
Deux prototypes, les V14 et V15, au début de l'été 1938, embarquent le nouveau moteur, le refroidissement n'est plus assuré par un unique radiateur, sous le nez, mais par deux placés sous les ailes et le compartiment moteur est profondément remanié pour embarquer le Daimler Benz. Les configurations d'armement qu'ils emportent, deux canons d'aile et deux mitrailleuses de capot, et un canon de moteur et deux mitrailleuses, ne seront pas retenues, car la présérie E-0, puis la série E-1, qui les suivent, ne possèdent que quatre MG 17. En janvier 1939, les premiers Bf 109 E-1 de série arrivent dans les unités de la Luftwaffe, ils sont armés de quatre MG 17 et propulsés par un DB 601 A-1 de 990 ch ; ils seront produits à 1 183 exemplaires.
Les prototypes V16 et V17 servent à améliorer encore la formule en particulier par le renforcement de la structure, ce qui permet enfin de monter de façon satisfaisante un armement plus lourd. De ce travail va découler, en fin d'année, une nouvelle version de série, le Bf 109 E-3 avec deux canons d'ailes MG FF, le E-2 avec un canon de moteur n'est lui pas produit. Une variante d'exportation du E-3, le E-3a est réalisée privée des équipements sensibles pour la Luftwaffe, et vendue à plus de trois cents exemplaires, entre autres à la Suisse (80), la Bulgarie (19), l'Espagne, la Hongrie (40), l'URSS (5), la Roumanie (69), la Yougoslavie (73) et le Japon (2). Le E-3, sert aussi de base au développement du Bf 109 T, destiné à l'emploi sur le futur porte-avions Graf Zeppelin de la Kriegsmarine. L'été suivant, le  E-4 introduit les canons modifiés MG FF/M, dotés d'un système de retardement du recul, ce qui permet de tirer les obus mines à haute teneur en explosif, aux effets dévastateurs.
En septembre 1939, à la déclaration de guerre contre la Pologne, la Luftwaffe avait environ 850 Bf 109 E et 35 Bf 109 D dans ses escadres de chasse, dont un peu plus de deux cents participèrent à la guerre éclair contre ce pays. Soixante-sept d'entre eux furent abattus mais principalement par des tirs du sol. Il règne en effet en maître absolu dans les airs, les PZL P.11 polonais ne faisant pas le poids devant lui. Après les opérations à l'est, une des plus grandes batailles aériennes fut l'annihilation d'un raid de vingt-quatre Vickers Wellington de la RAF contre Wilhelmshaven. À cette occasion, les Bf 109 descendirent douze des bombardiers pour la perte de deux d'entre eux, ce qui marqua le virage du Bomber Command vers les raids de nuit.
Après l'évaluation d'un Bf 109 E posé par erreur en France, les Britanniques conclurent que seuls les Spitfire Mk.I, dotés d'hélice tripale, arriveraient à en prendre le dessus, et ce seulement à haute altitude. La campagne de France confirma cet état de fait, bien que les Allemands aient commencé à percevoir les défauts de l'avion, en particulier la faiblesse de son rayon d'action et son absence de supériorité contre le Spitfire, qu'il rencontra au-dessus de Dunkerque. Néanmoins, le début de la bataille d'Angleterre est encore nettement à son avantage, ce n'est qu'à la suite de l'ordre de protéger les bombardiers au plus près, ce qui le prive de ses avantages primordiaux, qu'il est réellement battu par le Spitfire.

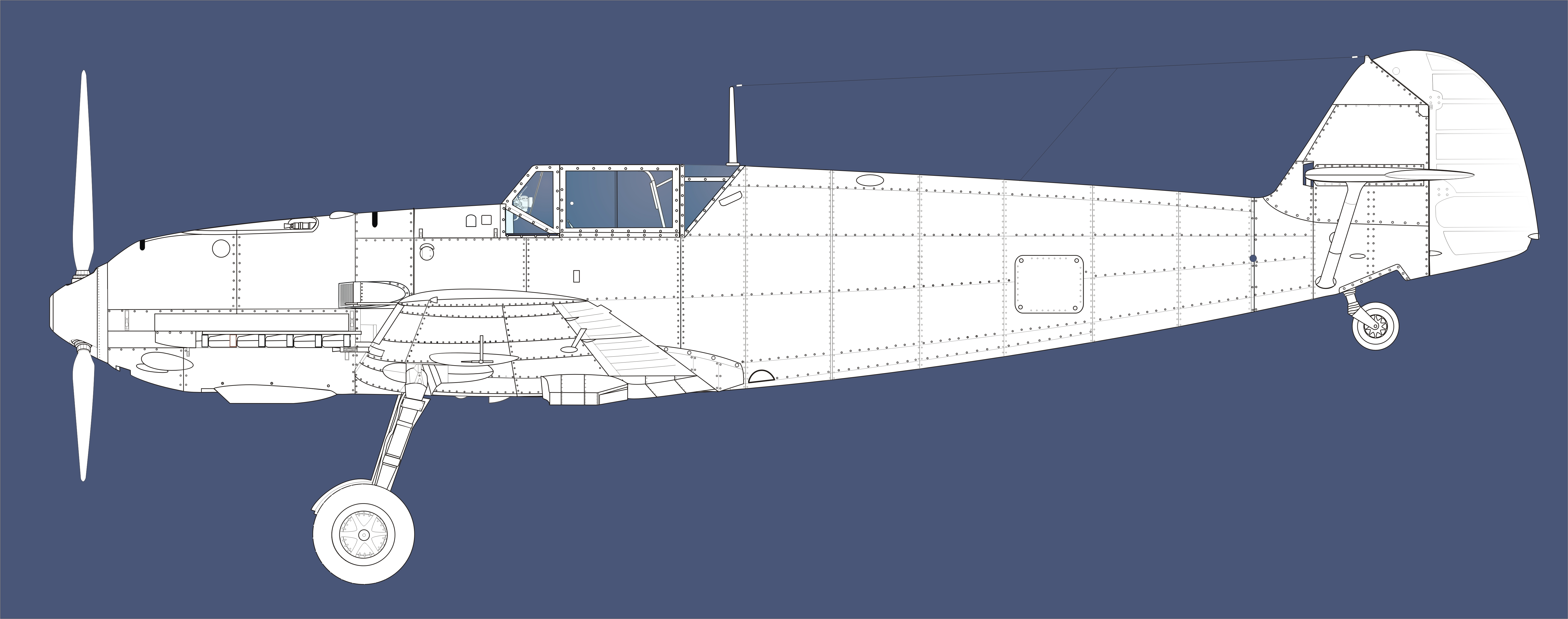
Bf 109 E-4.

Il possède, pourtant, de nombreux avantages sur son adversaire, comme la possibilité de voler en g négatifs (loopings, Immelmann), du fait de son moteur à injection, alors que le Merlin à carburateur du Spitfire aurait calé avec la même manœuvre. Cette esquive permettait souvent aux pilotes allemands de semer leurs poursuivants assez facilement. Il grimpe aussi plus vite aux altitudes moyennes et son armement est beaucoup plus meurtrier, les obus mines de 20 mm du MG FF/M ayant un effet dévastateur sur les avions britanniques, alors que les mitrailleuses de 7,7 mm, malgré leur nombre et leur grande cadence de tir, nécessitaient des passes de tir plus longues. Le Bf 109 E, pendant la bataille d'Angleterre, fut responsable de la plus grande partie des pertes de la RAF, soit 403 Spitfires, 631 Huricanes et 115 Blenheims. Mais 610 Bf 109 sont perdus, et beaucoup de pilotes tués ou faits prisonniers, alors que la plupart des pilotes britanniques peuvent reprendre le combat. L'as Werner Mölders passe à cette occasion le cap des cinquante victoires, il sera rapidement rejoint et dépassé par de nombreux autres pilotes allemands.

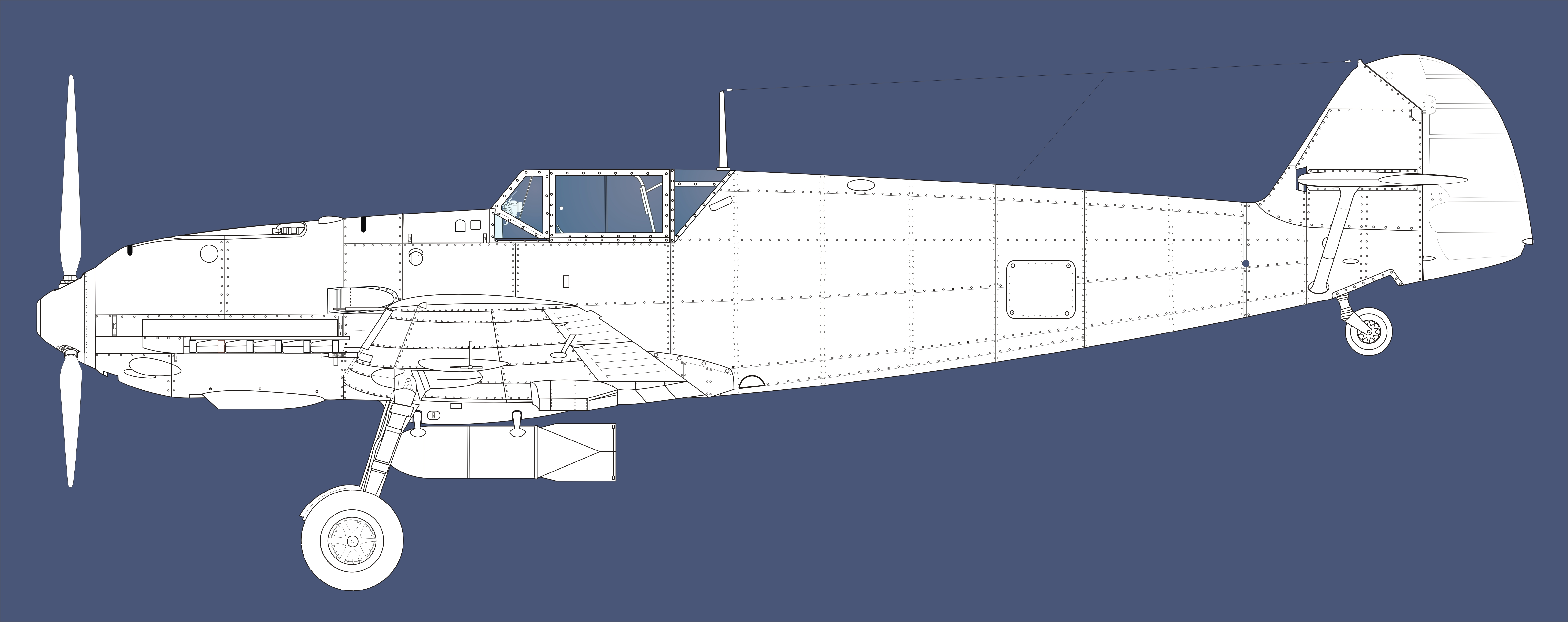
109 E-4/B.

Les combats au-dessus des îles britanniques voient aussi l'emploi des premiers chasseurs-bombardiers basés sur le Bf 109, capables d'emporter des bombes de 50  et   250 kg. Ils mènent des attaques rapides, en petites formations, sur des objectifs dans le sud de l'Angleterre, à partir de la fin 1940. L'expérimentation de lance-bombes mène à la transformation des E-1 en 110 E-1/B et des Bf 109 E-4 en Bf 109 E-4/B, en montant un lance bombe ETC-250 sous le fuselage. Ils sont ainsi capables d'embarquer une bombe de deux cent cinquante kilogrammes ou quatre de cinquante. Plus généralement, pour garder une autonomie convenable, on réduisait la charge à une seule de cinquante kilogrammes. Des unités de chasse-bombardement (Jagdbomber) ou Jabo, sont alors créées et équipées de ces avions. Elles vont mener des raids rapides et ponctuels, lors de la deuxième partie de la bataille d'Angleterre. Bien qu'il ne soit pas doté de viseur de bombardement spécifique, l'avion se révèle efficace pour les bombardements en piqué, qui sont menés grâce au viseur standard Revi et des lignes peintes sur le pare-brise pour déterminer les angles.

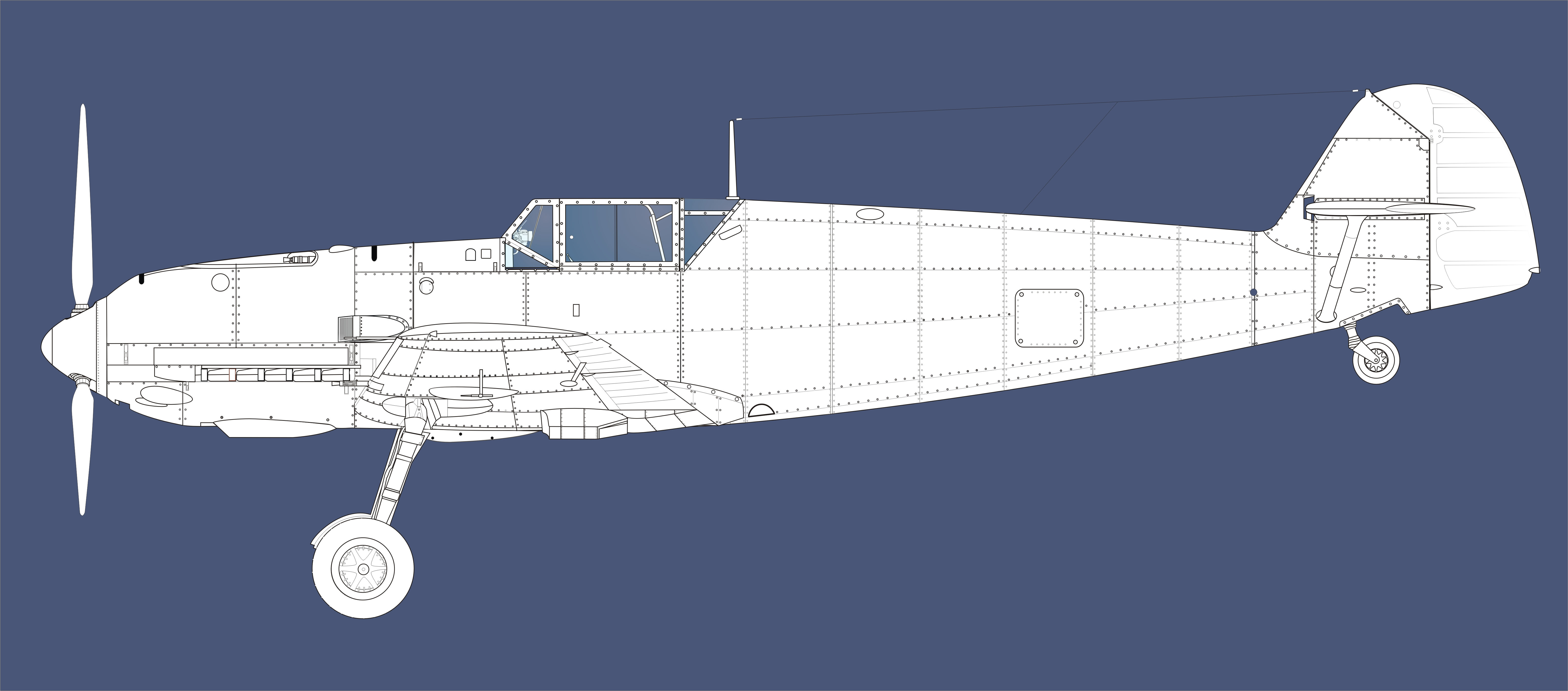
Bf 109 E-7.

Au début 1941, le E-4/N est doté du moteur DB 601N, plus performant en altitude, grâce à l'emploi de carburant C3 d'indice d'octane 100 et d'un compresseur à entraînement hydraulique et vitesse variable. Deux versions de reconnaissance voient aussi le jour : le E-5 et le E-6, délestées de leurs canons et avec une caméra à l'arrière du fuselage ; elles sont respectivement motorisées par un DB 601Aa et un DB 601N. Le Bf 109 E-7, lui, s'attaque au problème de rayon d'action grâce à la possibilité d'emmener un réservoir largable de 300 litres sous le fuselage, il donne naissance à de nombreux dérivés : le E-7N avec un DB-601N et les E-7/U1 dotés d'un système de refroidissement blindé, les E-7/U2 employés en Afrique du nord pour des raids à basse altitude et dont le moteur est protégé par une plaque de blindage boulonnée sur le dessous et enfin le U3, une variante de reconnaissance photographique. Une modification encore plus performante en altitude est créée, le Bf 109 E-7/NZ, avec un système de surpuissance GM-1, fonctionnant par l'injection de protoxyde d'azote qui sert d'oxydant au moteur ; le système cependant, lourd et mal placé, provoque un déséquilibre de l'appareil conduisant parfois à de dangereuses vrilles. Avec les opérations sur le front africain apparaissent aussi les E-4/Trop, E-5/Trop et E-7/Trop, versions tropicalisées par l'ajout de filtres à air plus performants et de nécessaires de survie en milieu désertique.
Pour réutiliser les cellules de Bf 109 E-1, Fieseler et Arado, reconstruisent 60 Bf 109 E-8, avec un réservoir de 300 litres et quelques E-9, où les mitrailleuses d'aile sont échangées contre une caméra. Ils seront les dernières versions du Emil, qui a commencé à montrer ses limites contre le Spitfire. La Luftwaffe a besoin d'un chasseur beaucoup plus performant et une révision importante du Bf 109 s'avère nécessaire. Environ 4 000 Bf 109 E ont été produits, principalement de la version E-3.
| Le Bf 109 E et ses dérivés (environ 4000 exemplaires) | Le Bf 109 E et ses dérivés (environ 4000 exemplaires) |
| --- | ----------------------------------------------------- |
| prototypes ayant mené au Bf 109 E |                                                       |
| Bf 109 V11 et V12 prototypes avec un moteur Daimler-Benz DB-600A Bf 109 V13 machine de record avec un moteur Daimler-Benz DB 601 gonflé Bf 109 V14 et V15 prototypes des E-0 et E-1, moteur Daimler-Benz DB 601 Bf 109 V16 et V17 prototypes des E-3 avec une structure renforcée présérie Bf 109 E-0, 3 exemplaires, numérotés de V18 à V20, armé de 2 MG 17 de capot et 2 dans les ailes                                                               |                                                       |
| Bf 109 E-1 |                                                       |
| moteur Daimler-Benz DB 601A-1 de 990 ch, armé de 2 MG 17 de capot et 2 dans les ailes, 1 183 exemplaires |                                                       |
| dérivés : Bf 110 109E -1/B version de chasse-bombardement, avec lance-bombe ETC-250 sous le fuselage 60 Bf 109 E-8, à long rayon d'action avec lance-bombe ETC-250 sous le fuselage, capable d'emporter un réservoir de 300 litres Bf 109 E-9, conversion pour la reconnaissance photographique du E-8 gardant seulement les MG 17 de capot |                                                       |
| Bf 109 E-3 |                                                       |
| version la plus produite, armée de 2 MG 17 de capot et de 2 MG FF dans les ailes, moteur DB 601A-1 ou DB 601Aa de 1 050 ch |                                                       |
| dérivés : 10 Bf 109 T-0, présérie du Bf 109T (T = Träger), version destinée à servir sur les porte-avions en construction, le Graf Zeppelin et Flugzeugträger B 50 Bf 109 T-1 série du Bf 109T, reconvertie par la suite en T-2, par le retrait des équipements d'aéronavale Bf 109 E-3a, version d'exportation, moteur Daimler-Benz DB 601Aa de 1 050 ch Bf 109 E-5, version de reconnaissance, 2 MG 17 de capot, moteur Daimler-Benz DB 601A de 990 ch |                                                       |
| Bf 109 E-4 |                                                       |
| MG FF remplacés par des MG FF/M, verrière plus anguleuse |                                                       |
| dérivés : /B version de chasse bombardement, avec lance-bombe ETC-250 sous le fuselage /N moteur Daimler-Benz DB 601N de 1 175 ch ; /Trop version tropicalisée, Bf 109 E-6, version de reconnaissance, moteur Daimler-Benz DB 601N de 1 175 ch |                                                       |
| Bf 109 E-7 |                                                       |
| E-4 à long rayon d'action avec lance-bombe ETC-250 sous le fuselage, capable d'emporter un réservoir de 300 litres |                                                       |
| dérivés : /N, moteur Daimler-Benz DB 601N ; /NZ, système de surpuissance GM-1, DB 601N ; /Trop, version tropicalisée /U1, avec un système de refroidissement blindé ; /U2, E-7/Trop avec une plaque blindage dans la partie inférieure du moteur /U3, conversion pour la reconnaissance du E-7 |                                                       |

## La réaction au Spitfire, le Bf 109 FFriedrich

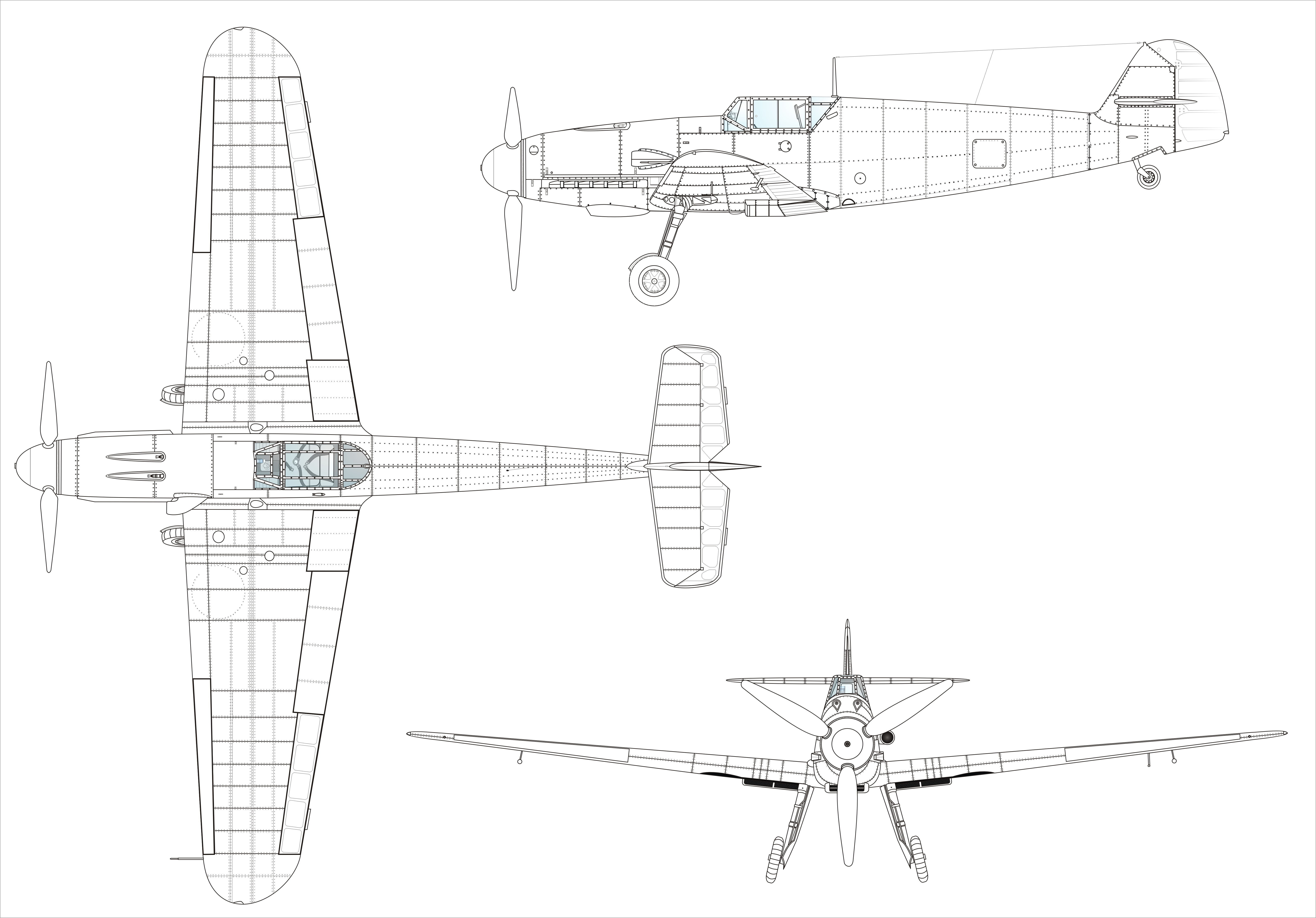
Bf 109 F-2.

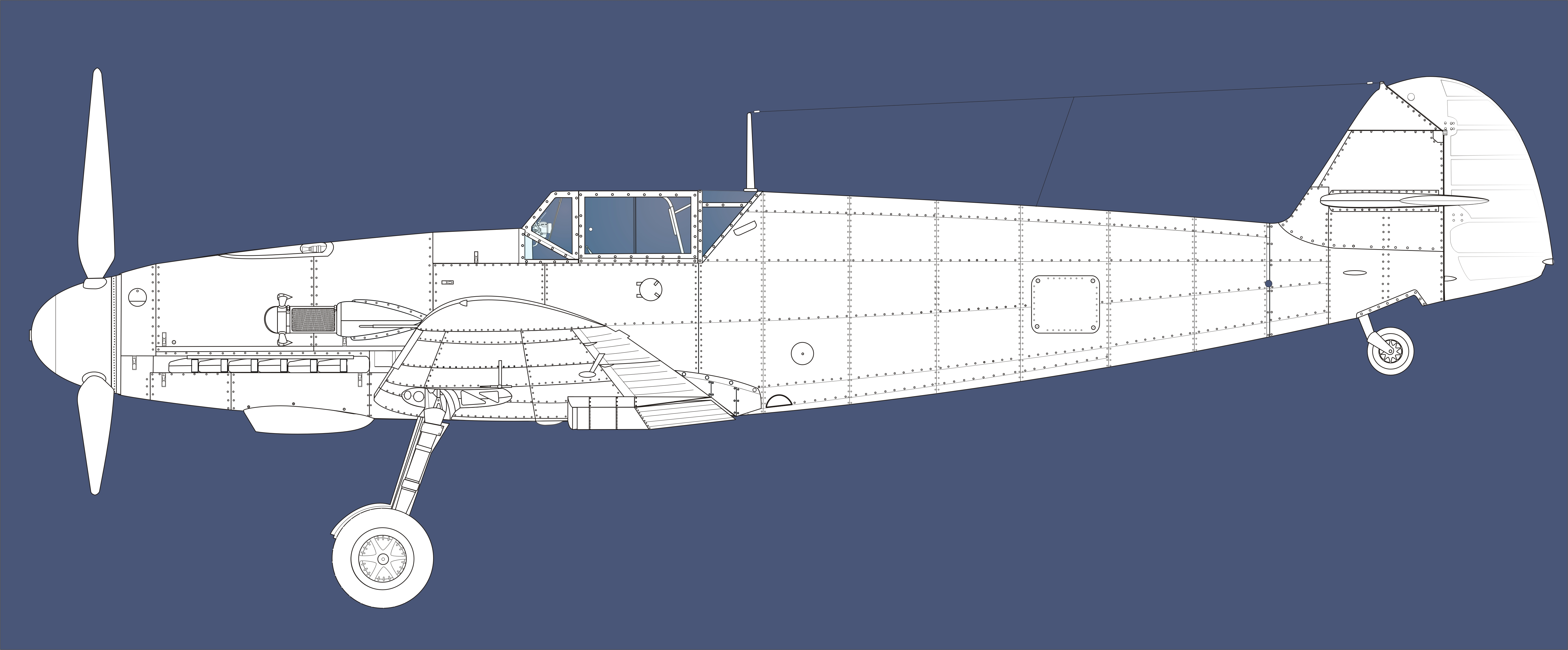
Bf 109 F-2/Trop.

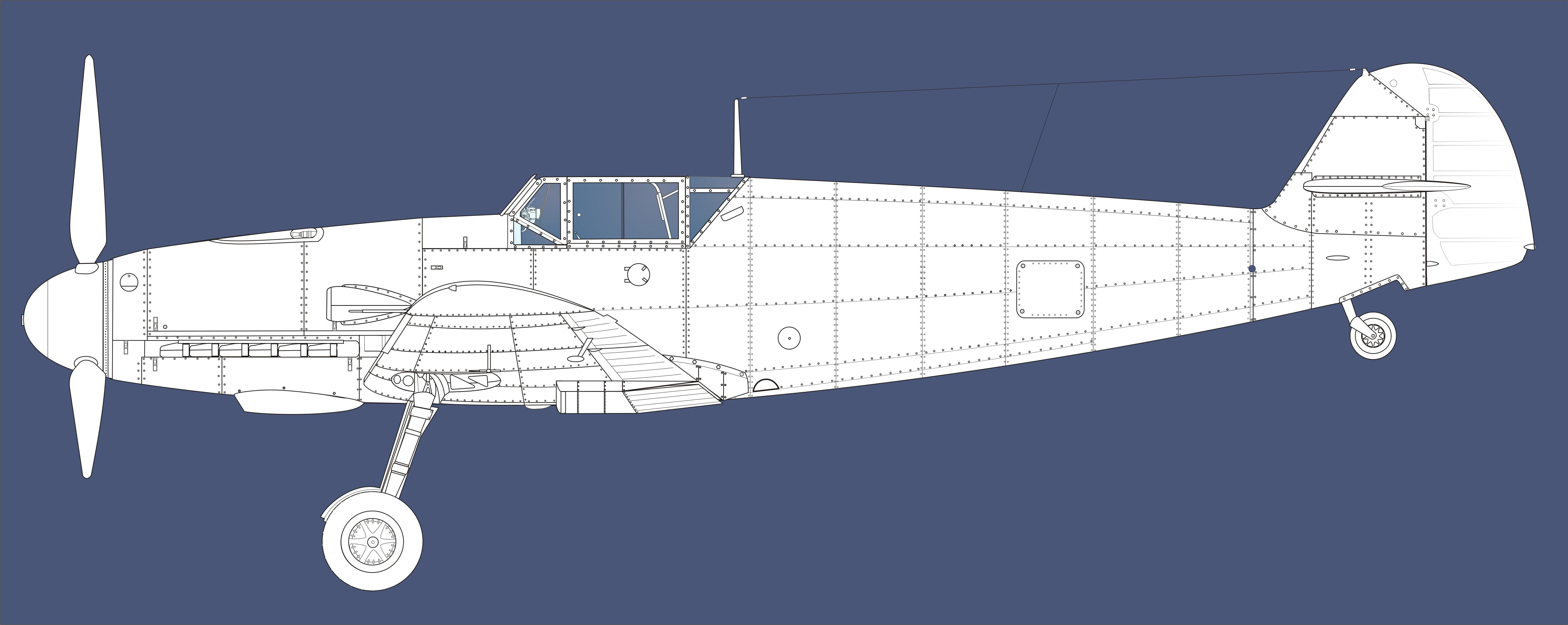
Bf 109 F-4.

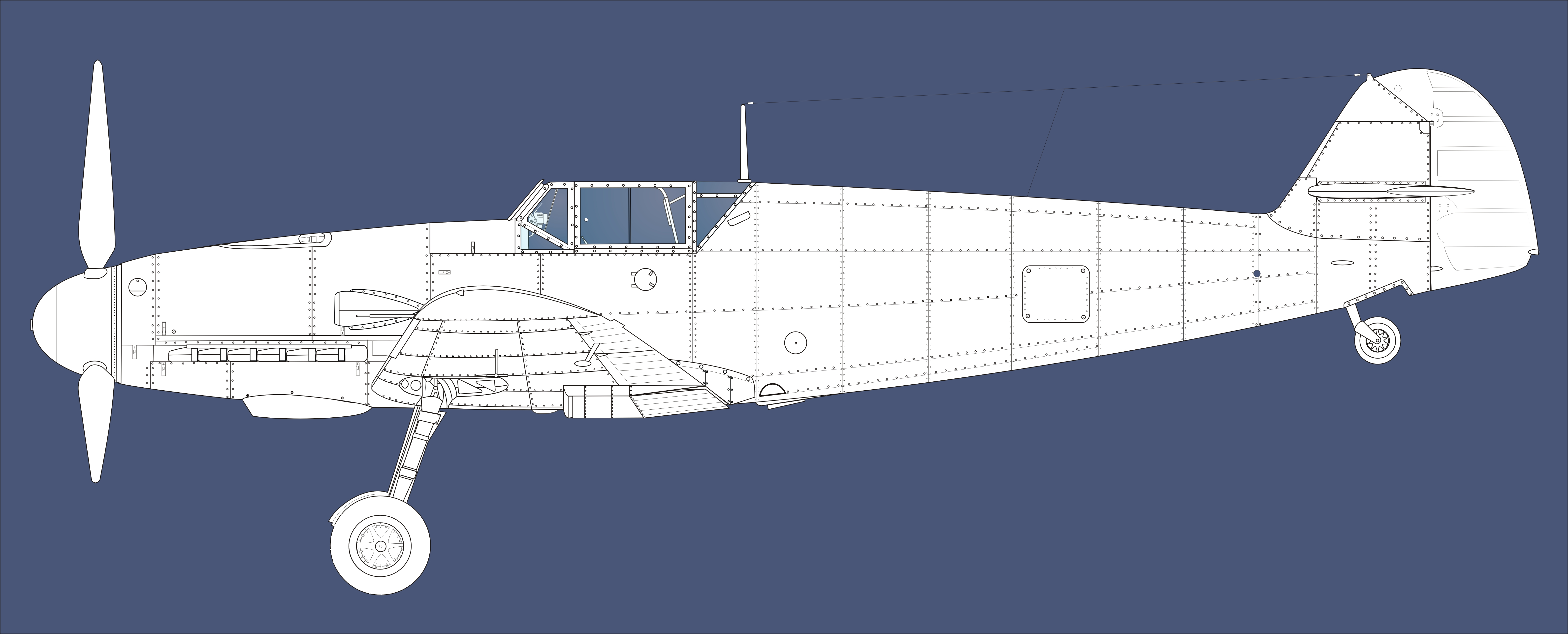
Bf 109 F-6.

Bien que la version E soit la plus connue de cet appareil et la G la plus produite, la version F, correspond à l'apogée de la carrière du chasseur de Messerschmitt. Avec environ 2 200 produits au total, cette version fut l'appareil des débuts de certains grands as allemands comme Erich Hartmann, au palmarès le plus étoffé avec ses 352 victoires. Werner Mölders atteint le premier le chiffre symbolique de 101, le 16 juillet 1941, mais rappelé en Allemagne nommé Général de la Chasse. La plupart de ces grandes séries de succès eurent pour cadre le front de l'est, où face à des avions démodés en grands nombres et mal employés, les victoires furent relativement « faciles ». Mais il reste que le Bf 109 F, employé selon les tactiques adéquates, avec des pilotes chevronnés, domina les cieux même à l'ouest, comme le prouve l'exemple de Hans-Joachim Marseille.
Les travaux pour adapter des moteurs plus puissants à l'avion ont commencé dès le début de l'année 1940. Le résultat de ces études, le Bf 109 F, est mieux profilé que son prédécesseur, il a une casserole d'hélice imposante, suivie par un capot moteur très ajusté lui donnant un aspect de cigare volant. Au niveau des ailes, les radiateurs sont aussi redessinés de façon plus aérodynamique. Les saumons sont plus grands et arrondis. À l'arrière la roulette de queue devient semi-rétractable et les haubans du plan de profondeur disparaissent. Le premier prototype, le V21, a un moteur DB 601Aa, mais les trois suivants les V22, 23 et 24 embarquent le DB 601E. La mise en production de celui-ci tardant, on revient au DB 601N pour les dix Bf 109 F-0 qui suivent. Malgré tout, du fait de l'amélioration aérodynamique, les performances font un bond en avant. Les livraisons de la version de série Bf 109 F-1, commencent au début de 1941. Ils souffrent dans un premier temps de mystérieuses pertes de contrôle, donnant lieu à des accidents mortels. Ils sont alors interdits de vol, pendant que les ingénieurs de Messerschmitt mènent leur enquête. La cause est découverte : le plan de profondeur privé de ses haubans peut se mettre à vibrer à certaines vitesses, rendant l'avion ingouvernable.
Une solution provisoire est appliquée, par l'ajout de plaques de renfort sur la structure arrière. Ce problème résolu, l'avion se révèle excellent avec une vitesse de pointe de 628 km/h. Son armement est peu puissant, mais bien groupé avec un canon MG FF/M qui tire à travers l'hélice et deux MG 17 de capot. La série F-2 introduit un nouveau modèle de canon, le MG 151/15 de 15 mm. Cette arme, bien que moins puissante, a une meilleure vitesse initiale et donc est plus précise ; de plus, elle est commandée électriquement et approvisionnée à deux cents coups au lieu de soixante. Le Bf 109 F-2 est décliné en version tropicalisée, le Bf 109 F-2/Trop. Le Bf 109 F-3, aurait dû être enfin motorisé par le DB 601E, mais il est rapidement remplacé par le Bf 109 F-4, armé du MG 151/20 avec 200 coups, mais aussi mieux protégé par des blindages supplémentaires et des réservoirs auto-obturants améliorés, qui est livré à partir de juin 1941. La fin de série du F-4 voit le problème de vibration réglé de façon plus définitive par l'adoption d'un empennage entièrement repensé. Là encore, des versions spécialisées sont produites, respectivement les F-4/Trop et F-4/Z. Le Bf 109 F-5 et le Bf 109 F-6 en sont des dérivés de reconnaissance, ne différant que par leurs caméras, et produits à seulement quelques exemplaires.
| Le Bf 109 F et ses dérivés | Le Bf 109 F et ses dérivés |
| --- | -------------------------- |
| prototypes ayant mené au Bf 109 F |                            |
| Bf 109 V21, moteur Daimler-Benz DB 601 Aa (en) V22, V23 et V24 avec le moteur Daimler-Benz DB 601E (en) |                            |
| La présérie Bf 109 F-0 |                            |
| 10 exemplaires, moteur Daimler-Benz DB 601N (en) |                            |
| Bf 109 F-1 |                            |
| moteur Daimler-Benz DB 601N (en), canon MG-FF/M de moteur, 2 MG-17 de capot |                            |
| Bf 109 F-2 |                            |
| MG-FF/M remplacé par un canon MG-151/15 |                            |
| Bf 109 F-3 |                            |
| montage du moteur DB-601E, non produite |                            |
| Bf 109 F-4 |                            |
| Bf 109 F-3 équipé d'un canon MG-151/20 de moteur, blindage et réservoirs améliorés |                            |
| Bf 109 F-5 et F-6 |                            |
| variantes de reconnaissance du F-4 |                            |
| Bf 109 H-0 et H-1 |                            |
| variantes de haute altitude, réalisées à partir du F-4 avec cabine pressurisée et des ailes allongées, quelques exemplaires. |                            |
| Bf 109Z |                            |
| Z pour Zwilling (jumelés), deux Bf 109 F-4 joints par une aile centrale et un plan de profondeur commun, seul le fuselage gauche gardait son poste de pilotage, un prototype en 1943. Bf 109Z-1, version prévue de chasse au bombardier avec 5 canons de 30 mm. Bf 109Z-2, version prévue de chasse-bombardement, 2 canons de 30 mm et 1 tonne de bombe. |                            |
| Bf 109TL |                            |
| projet d'un biréacteur dérivé du Bf 109, alternatif au Messerschmitt Me 262, abandonné en 1943 |                            |

## Les derniers efforts, les Bf 109 GGustavet Bf 109 KKurfürst

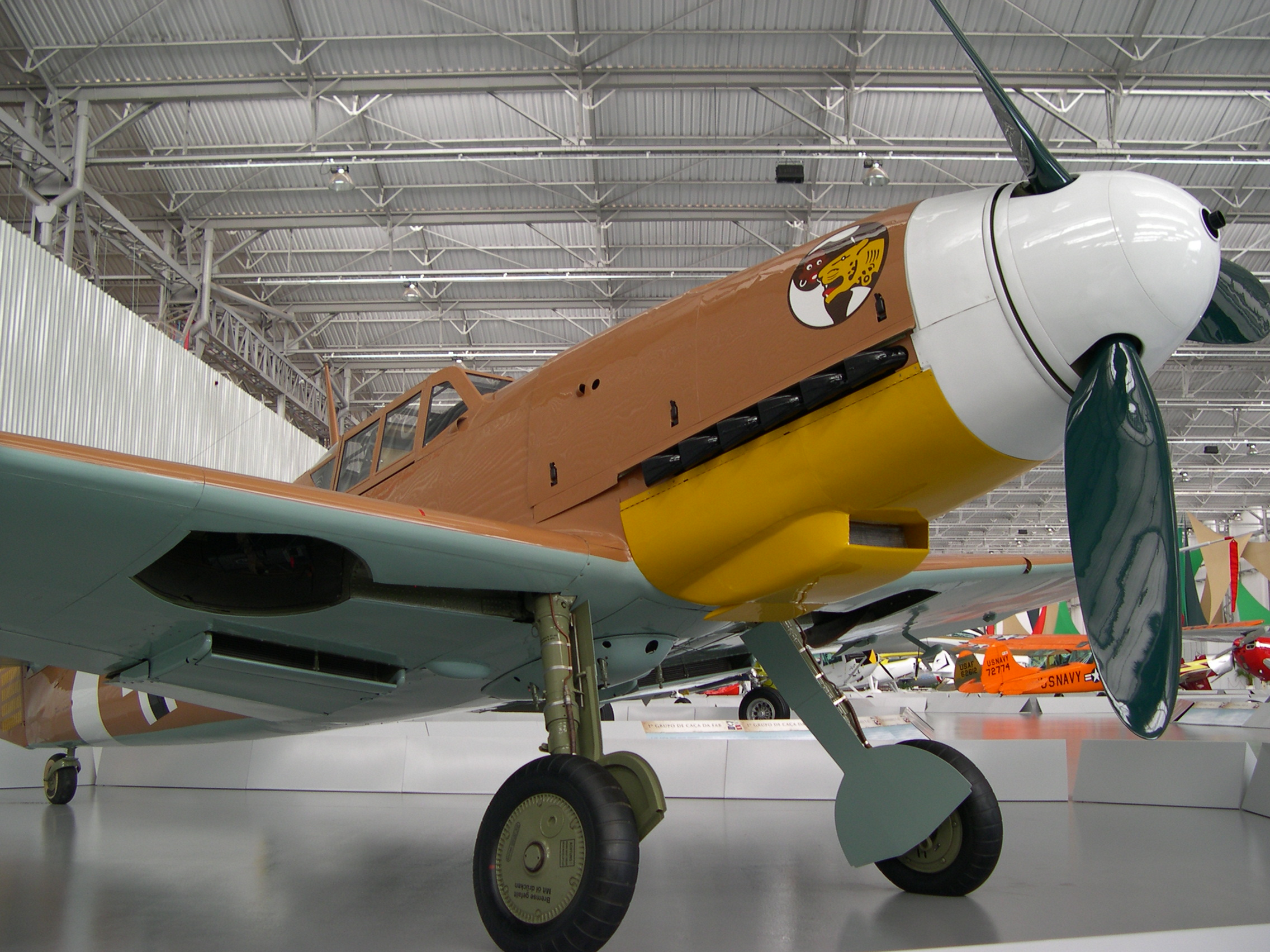
Bf 109 G-2 no Dreans of the Wings Museum in São Carlos, Brésil

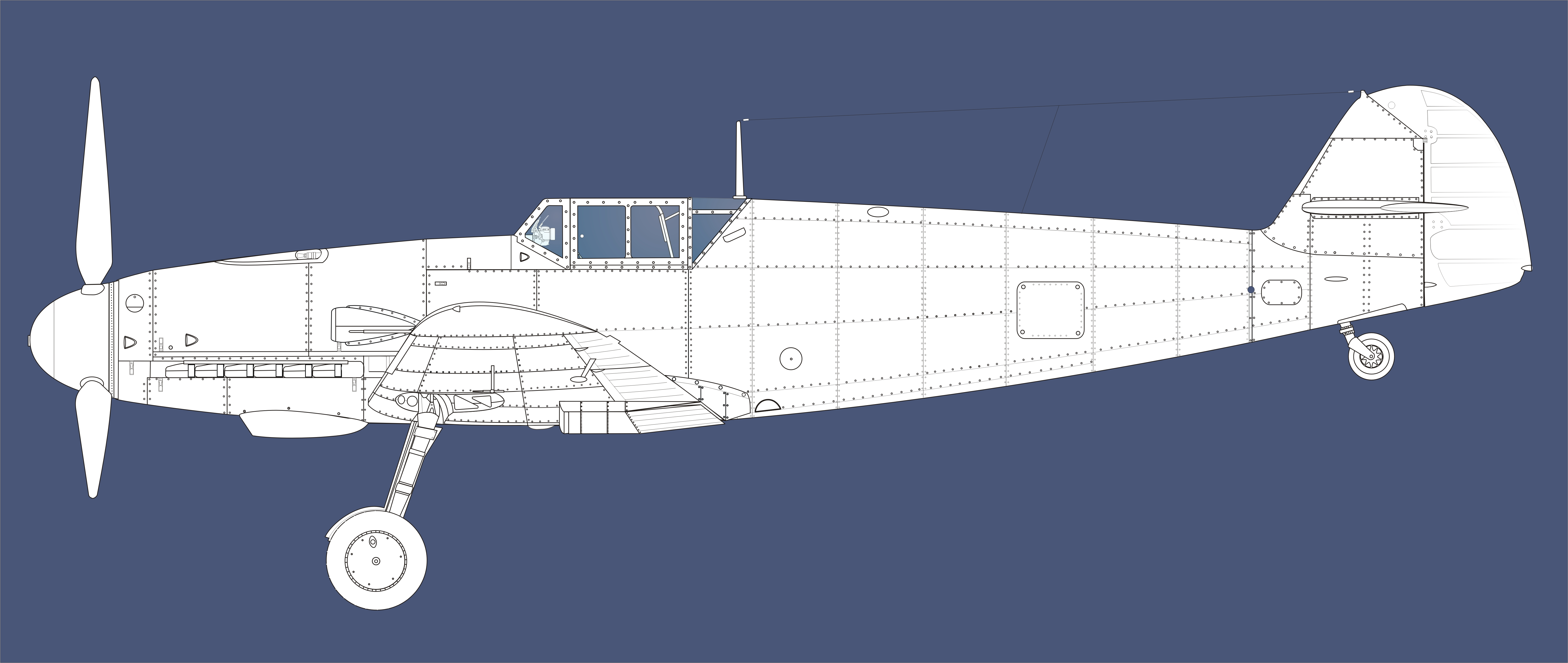
Bf 109 G-2.

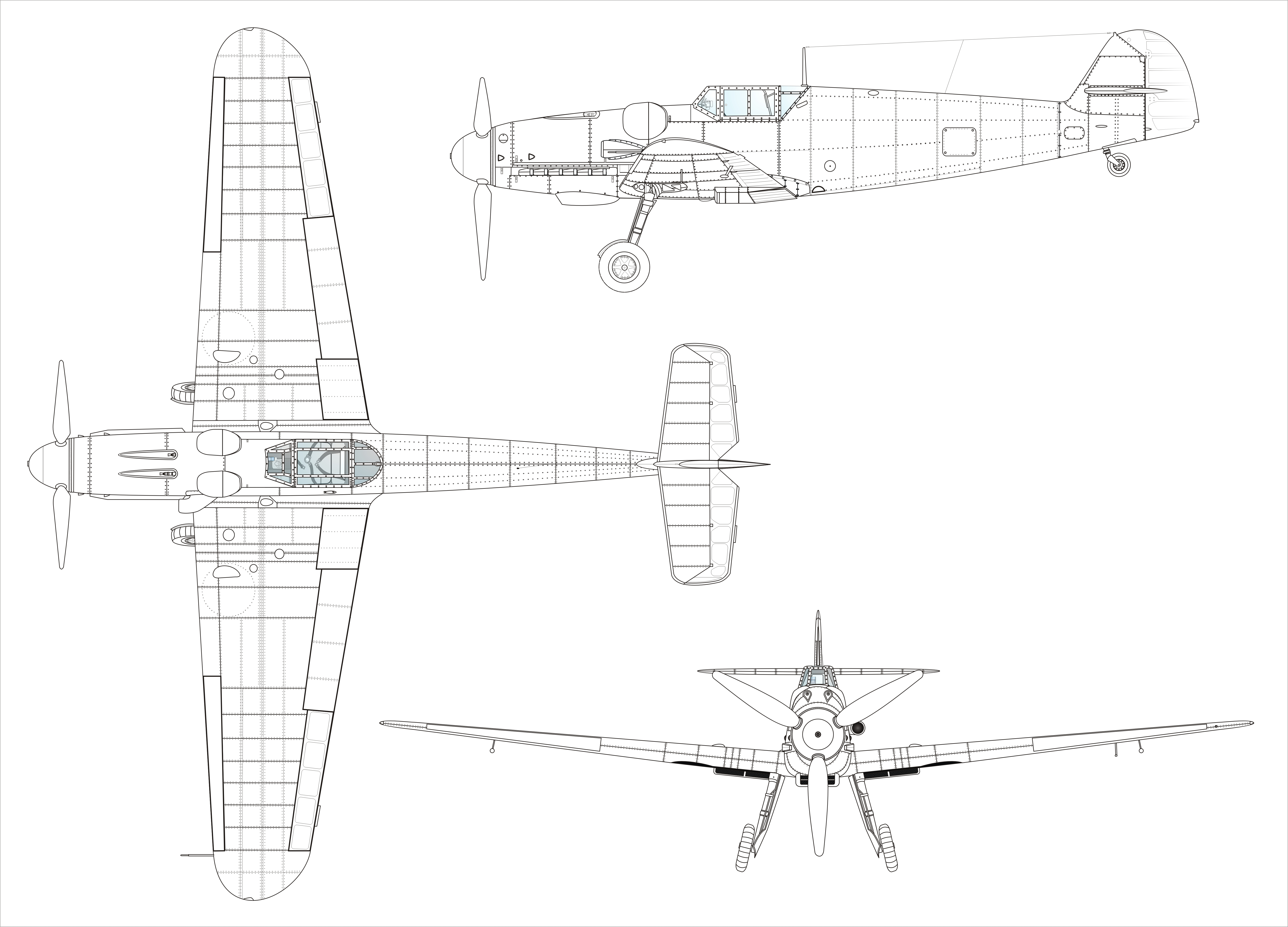
Bf 109 G-5.

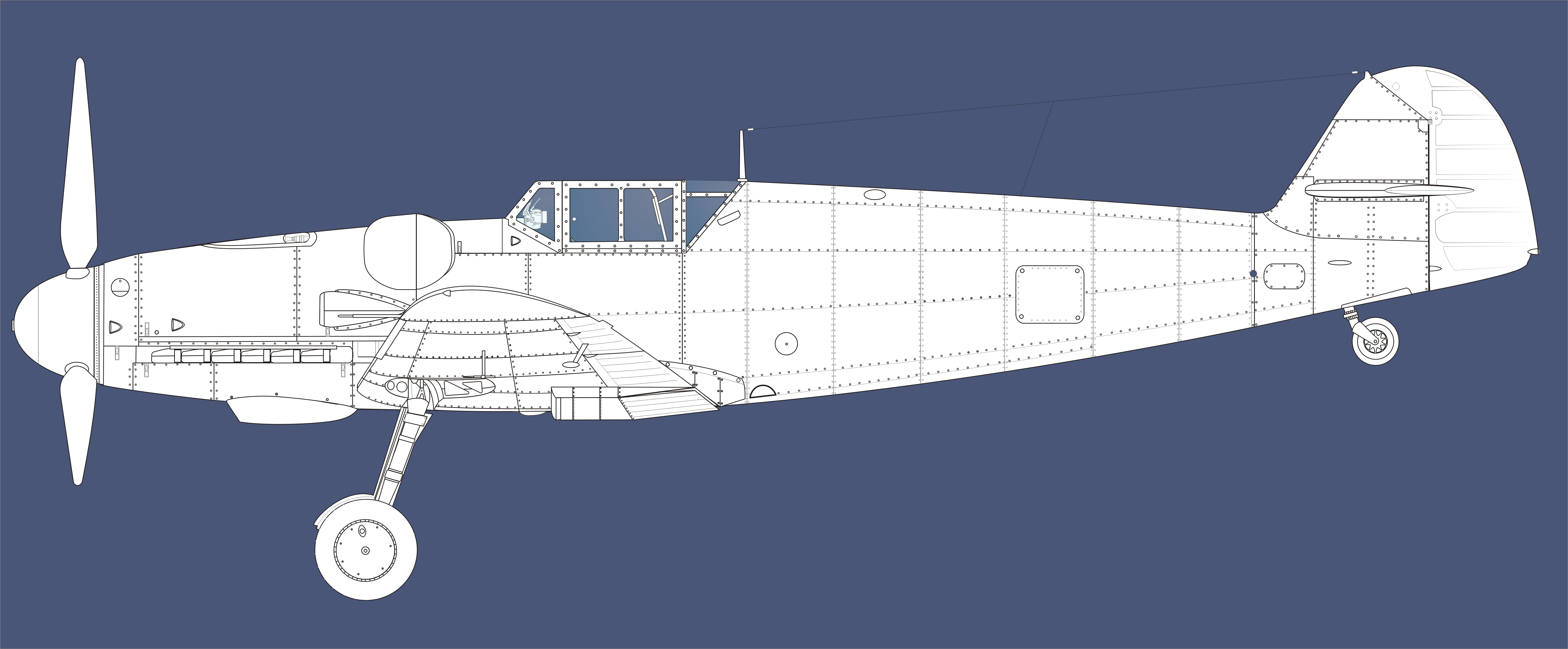
Bf 109 G-6

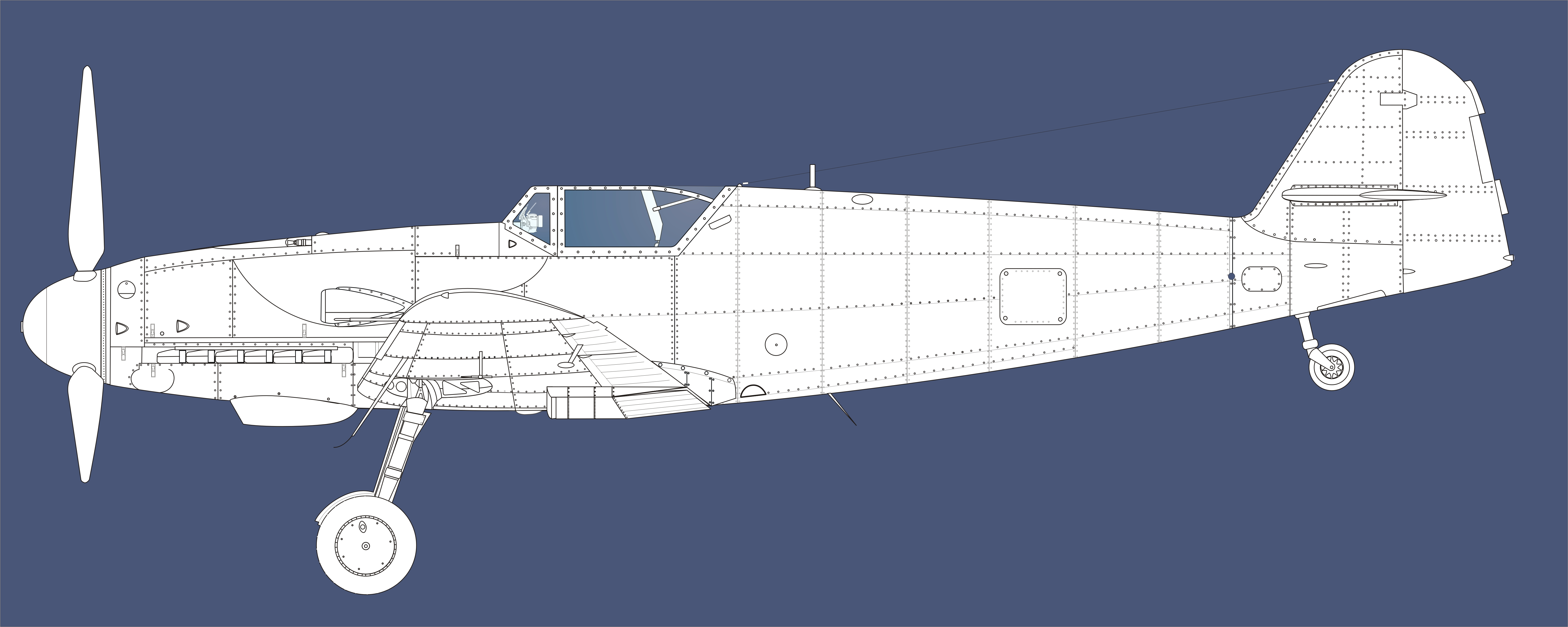
Bf 109 G-10.

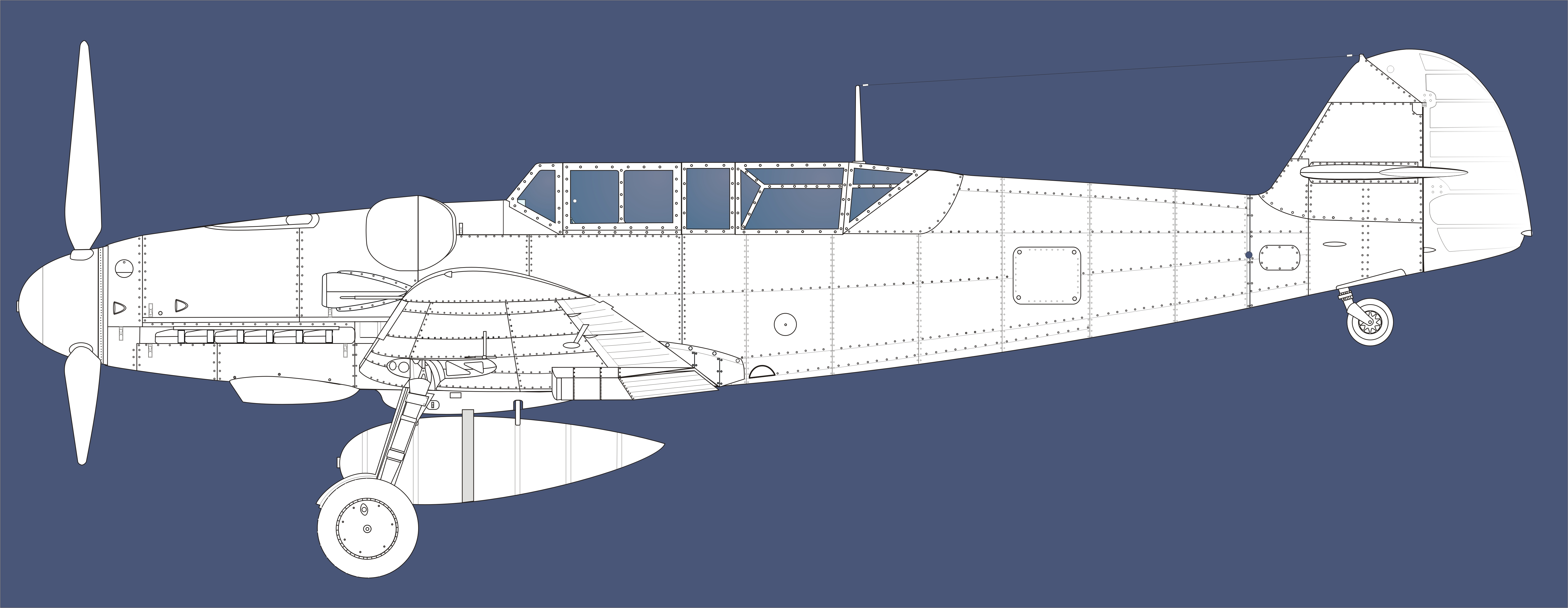
Bf 109 G-12.

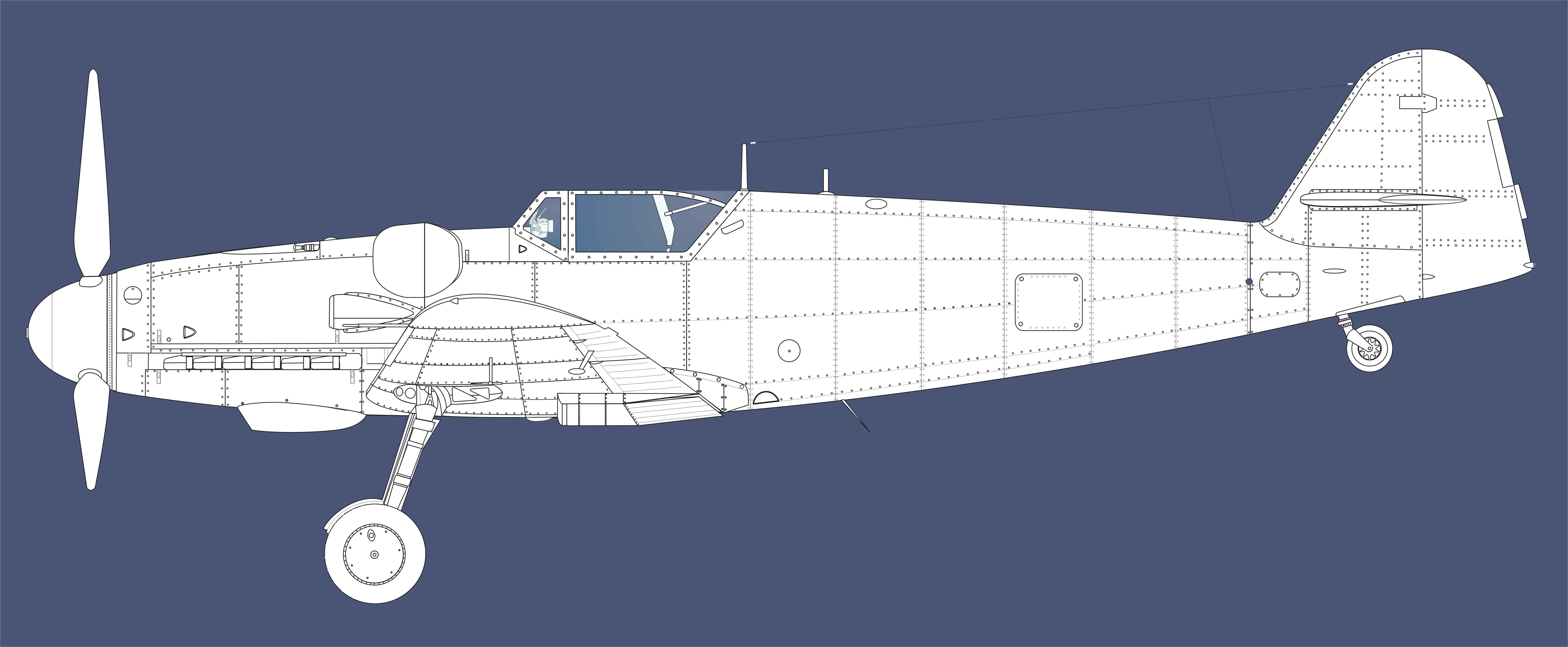
Bf 109 G-14.

À partir de 1942, de nouveaux appareils commencèrent à menacer cette supériorité absolue, le Spitfire Mk.IX à l'ouest et le Lavotchkine La-5 à l'est. Ceci nécessita une nouvelle augmentation de la puissance sans grande modification sur la cellule du Messerschmitt, pour tenter de lui conserver l'avantage. Le nouveau modèle, Bf 109 G, bien que difficile à prendre en main pour les jeunes pilotes, va néanmoins constituer l'épine dorsale de la Luftwaffe, chargée de défendre le Reich contre les bombardiers alliés pendant les années 1943 à 1945. Il dérive en droite ligne du Bf 109 F, par le montage des moteurs de la série DB 605. Ces derniers, en fait des DB 601 améliorés par un réalésage et l'augmentation du taux de compression, sont plus puissants avec 1 475 ch au décollage, mais ont aussi un couple plus important et la cellule de l'avion a dû être renforcée. Le Focke-Wulf Fw 190 a commencé à équiper de nombreuses unités, mais sa production étant insuffisante, la Luftwaffe se retrouve contrainte de faire durer le Bf 109 qui commence à devenir obsolète. Cette surmotorisation a un prix, le Bf 109, bien que manœuvrable, n'a jamais été un avion facile à piloter du fait des efforts à appliquer sur les gouvernes. Avec l'augmentation de puissance et de vitesse, il devient un avion dangereux pour les pilotes inexpérimentés. Au sol, déjà peu pratique du fait de son train d'atterrissage, il devient aussi très pointu pour les novices. Dans des mains expérimentées par contre, il reste néanmoins un dangereux adversaire. La version G sera la plus produite du Bf 109 avec environ 24 000 avions. La principale différence extérieure entre les Friedrich et les premiers Gustav est la disparition de la petite vitre triangulaire sous la partie avant du cockpit.
Les exemplaires de préproduction, les 12 Bf 109 G-0, volèrent pendant l'été 1941, mais ils étaient encore motorisés par des DB 601E.
La première série Bf 109 G-1 arriva en petites quantités en mars 1942, ils étaient propulsés par des DB 605 A-1, le kit GM-1 était monté en option (kit U2) et le poste de pilotage était pressurisé. Le dérivé dépourvu d'habitacle pressurisé, le Bf 109 G-2, fut fabriqué parallèlement, mais en plus grand nombre : environ 1 600 exemplaires. On voit à cette époque l'introduction, systématique, des kits usine U pour Umrüst-Bausatz et montés en unité, R pour Rüststand. Les G-3 et G-4 remplacent respectivement les G-1 et le G-2, et s'en différenciaient par le remplacement de la radio FuG 7A par une FuG 16Z. Ils avaient des pneus de plus grand diamètre qui provoquent une petite excroissance sous chaque aile ainsi qu'une roulette de queue plus grande.
Les diverses modifications et l'ajout continuel d'armes ou d'équipements supplémentaires pour tenter de rester au niveau de la concurrence se traduisaient par la multiplication de "bosses" sur l'avion, des excroissances carénées avec plus ou moins de bonheur sur un fuselage initialement très profilé. L'avion y gagna le surnom peu flatteur de Die Beule (La bosse, ou la cloque) auprès des pilotes et des mécaniciens de la Luftwaffe, comme rapporté par le général et as de la chasse Adolf Galland dans ses mémoires.
Le G-6 va être le plus produit des Gustav ; dérivé du G-4, il rend définitive l'adoption des MG 131 de capot qui nécessitent les célèbres grosses bosses sur le capot et inaugura vers la fin de la production diverses améliorations comme le montage en série d'un radiocompas, d'une roulette de queue rallongée pour faciliter le roulage, d'un gouvernail agrandi et de la verrière Erla qui améliorait la visibilité. Le G-5 était similaire au G-6 mais continuait lui la série impaire des chasseurs pressurisés de haute altitude. Le G-8 était la version de reconnaissance du G-6 avec une caméra à l'arrière.
Certains appareils étaient optimisés pour la destruction des quadrimoteurs américains par le montage de canons supplémentaires. Sur le G-6 par exemple, apparut le kit R6, avec deux canons MG 151/20 en gondole sous les ailes et le kit U4 avec un canon de 30 mm MK 108 qui remplaçait le MG 151/20 du moteur. Le kit BR21 permettait d'embarquer des roquettes WGr-210 "Dodel", que l'on utilisait pour rompre les formations de bombardiers. Des kits permettaient aussi de meilleures performances dans la stratosphère où volaient les formations de bombardiers alliés. Furent employés des systèmes, comme les injections eau-méthanol MW-50 et surtout l'injection de peroxyde d'azote GM-1. La chasse contre les bombardiers de nuit de la RAF, quand ceux-ci se mirent à faire usage du brouillage par des paillettes métalliques (window), dépendit uniquement de chasseurs opérant à vue selon la tactique dite de Wilde Sau. Cette technique bien qu'efficace, provoqua par contre beaucoup d'accidents même chez les pilotes expérimentés du fait du vol de nuit sans réel équipement d'assistance.
L'une des modifications les plus célèbres reste la verrière panoramique Galland, du nom du pilote qui l'imagina. Cette information est cependant remise en cause par des experts. La firme Erla la fabriquait d'où son autre nom d'Erla-Haube (verrière Erla). Utilisée en plusieurs versions d'apparence très similaire, elle est avec les nouvelles dérives un des éléments extérieurs marquants des dernières générations de Bf 109. Ainsi en plus de certains G6, tous les G14, G10 et K4 en étaient équipés.
La version G-14 de l'avion (antérieure à la G-10 malgré son nom) constitue l'évolution logique du développement de la série G-6. Environ la moitié des 4 000 exemplaires étaient motorisés avec des moteurs DB 605 AS optimisés pour la haute altitude. Le G-14 possède en série la verrière Erla et généralement des dérives agrandies. Les exemplaires équipés du moteur AS avaient des capots moteur sans bosses.
L'une des conséquences de ce grand nombre de versions et sous-versions était le manque d'interchangeabilité des pièces, parfois même au sein d'une version. Pour éviter une trop grande indisponibilité d'appareils en attente de pièces, une des firmes fabriquant le Messerschmitt 109, la Erla maschinenwerk, commença à récupérer les appareils endommagés, et à les utiliser pour reconstruire des appareils "neufs". Les Bf 109 reconstruits étaient modifiés pour permettre l'emploi des pièces disponibles sur les versions les plus récentes. Certains de ces appareils, utilisant des moteurs rénovés DB605ASB ou ASC avaient ainsi des performances égales voire supérieures aux nouvelles versions (G-10, K-4) sortant des usines.
Le Bf 109 G-12 était une conversion de terrain des G-6 et G-4 en biplace d'entraînement.
La standardisation reste malgré tout insuffisante, ce qui compliqua toujours le ravitaillement et la réparation dans les unités de combat. Le RLM ordonne donc à Messerschmitt AG de fournir un effort supplémentaire dans ce domaine. Le résultat basé sur le Bf 109 G-14, est le Bf 109 K. La présérie K-0 ressemble fortement aux derniers G-14/G-10, mais le capot est différent, la verrière est du dernier type Erla, la casserole d'hélice est rallongée et la roulette à longue jambe devient entièrement escamotable. La seule version de série produite, le Bf 109 K-4, arrive en unités en octobre 1944. Elle est motorisée par un DB605DB ou DC de 2 000 ch, avec une injection MW-50 et un armement comprenant un canon MK 108 de 30 mm tirant dans le moyeu du moteur et deux MG 131 sur le capot. Le K-4 diffère extérieurement des derniers G-10 de par son antenne de goniomètre qui est déplacée vers l'arrière ainsi que par des trappes de train cachant les roues. C'est la version la plus rapide du Bf 109.
Parmi les projets, le K-3 est un K-4 pressurisé[réf. nécessaire], le K-6 est une version à armement lourd pour la lutte contre les quadrimoteurs alliés, avec trois MK 108, un à travers le moyeu du moteur et deux autres situés un dans chaque aile, et deux mitrailleuses MG 131 sur le capot. Le K-8 de reconnaissance est dérivé du K6 avec une caméra dans l'arrière du fuselage, le K-10 est similaire au K-4, mais avec un DB 605D et un canon MK 103 axial. Le K-14 devait embarquer un DB-605L avec compresseur deux étages et une injection méthanol, il aurait été capable d'atteindre 725 km/h.
Le Bf 109 G-10 qui apparaît quelques semaines après le K-4 constitue une dernière tentative d'amélioration de l'avion existant tout en rationalisant la production et constitue l'ultime évolution de la série G. Il généralise certaines modifications qui sont désormais livrées en série, de plus il est motorisé par un nouveau moteur DB 605DB/DC identique à la série K, plus performant et optimisé aux basses altitudes avec une injection d'eau et méthanol MW-50. Les G-10 furent produits en parallèle des K-4 lors des derniers mois de la guerre.
L'arrivée de chasseurs d'escorte américains à long rayon d'action, comme le P-51 Mustang, mit les pilotes de la Luftwaffe devant un dilemme à partir du début 1944 : emporter assez d'armement pour pouvoir être efficaces contre les bombardiers, mais en alourdissant leurs avions et être ainsi vulnérables aux chasseurs d'escorte, ou ne pas surcharger leurs avions et être incapables de détruire les bombardiers. La solution trouvée fut de spécialiser les avions dans deux rôles, certains armés très lourdement généralement des Focke-Wulf Fw 190, s'en prenaient aux bombardiers, pendant que d'autres avec l'armement standard combattaient l'escorte. Cette répartition des tâches, combinée avec l'emploi de tactiques, basées sur des passes frontales en formation, sur les box de Boeing B-17 se révéla très efficace, mais le nombre de chasseurs américains et britanniques, et bientôt le manque de pilotes expérimentés et les restrictions de carburant, rendirent impossible une défense efficace du territoire allemand. À l'est, le manque d'effectif et l'apparition de nouveaux chasseurs soviétiques comme le Yakovlev Yak-3 et le Lavotchkine La-7, rendirent la couverture globale des troupes terrestres totalement insuffisante, la Luftwaffe se contentant d'essayer d'obtenir une supériorité aérienne locale, lors des opérations importantes.
| Les dernières versions | Les dernières versions |
| --- | ---------------------- |
| La présérie Bf 109 G-0 |                        |
| 12 exemplaires, moteur Daimler-Benz DB 601E (en), cabine pressurisée |                        |
| Bf 109 G-1 |                        |
| moteur Daimler-Benz DB-605A de 1475 ch, armé de 2 MG-17 de capot et MG-151/20 de moteur, habitacle pressurisé. |                        |
| /R2 ; /U2 |                        |
| Bf 109 G-2 |                        |
| moteur Daimler-Benz DB-605A de 1475 ch, armé de 2 MG-17 de capot et MG-151/20 de moteur, habitacle non pressurisé. |                        |
| /R2, reconnaissance, caméra Rb 50/30 ;/Trop, tropicalisée |                        |
| Bf 109 G-3 |                        |
| G-1 avec radio FuG 16Z, 50 exemplaires |                        |
| Bf 109 G-4 |                        |
| G-2 avec radio FuG 16Z, pneus de plus grand diamètre |                        |
| /R2, reconnaissance, caméra Rb 50/30 ; /R3, reconnaissance, caméra Rb 50/30, emport de deux réservoirs largables de 300 litres, MG 17 remplacés par un réservoir d'huile de 15 litres /U1 ; /U3, reconnaissance, deux caméras Rb 12,5/7x9, pas d'armement ; /Trop, tropicalisée; |                        |
| Bf 109 G-5 |                        |
| G-6 avec cabine pressurisée |                        |
| /R2 ; /U2, kit de surpuissance GM-1; /AS, moteur DB 605 AS |                        |
| Bf 109 G-6 |                        |
| G-4 avec MG-17 remplacées par des MG-131 |                        |
| /AS, moteur DB 605AS ; /R1, lance-bombes ETC 500/IXb sous le fuselage ; /U1 ;/U2, kit de surpuissance GM-1; /U4, MG-151/20 du moteur remplacé par un MK 108 ; /N, chasseur de nuit radar passif FuG 350 "Naxos Z";/Trop, tropicalisé; /Y avec radio FuG 16ZY                     |                        |
| Bf 109 G-8 |                        |
| version de reconnaissance du G-6 |                        |
| Bf 109 G-10 |                        |
| G-14 avec moteur Daimler-Benz DB-605DB |                        |
| /U4, MG 151/20 du moteur remplacé par un Mk 108 |                        |
| Bf 109 G-12 |                        |
| conversion en biplace de G-1 et de G-8 |                        |
| Bf 109 G-14 |                        |
| G-6, moteur Daimler-Benz DB-605AM |                        |
| /U4, MG 151/20 du moteur remplacé par un Mk 108; /AS; moteur DB 605AS |                        |
| Bf 109 G-16 |                        |
| moteur Daimler-Benz DB-605D, 3 MG 151, non produite |                        |
| Bf 109 K-0 |                        |
| présérie, roulette de queue escamotable, nouveau capots |                        |
| Bf 109 K-2 |                        |
| moteur Daimler-Benz DB-605ASC ou DC, 3 MK 103/108 et 2 MG 131, non produite |                        |
| Bf 109 K-3 |                        |
| version pressurisée du K-4, non-produite [réf. nécessaire] |                        |
| Bf 109 K-4 |                        |
| Moteur DB605DC armé de 2 MG 131 de capot et MK 108 de moteur, au moins 856 exemplaires |                        |
| Bf 109 K-6 |                        |
| K4- avec 3 MK 108 et 2 MG 131, non produite |                        |
| Bf 109 K-8 |                        |
| version de reconnaissance du K-4, non produite |                        |
| Bf 109 K-10 |                        |
| K-4 avec MK 108 du moteur remplacé par un Mk 103M, non produite |                        |
| Bf 109 K-14 |                        |
| moteur Daimler-Benz DB-605L |                        |

## L'après-guerre

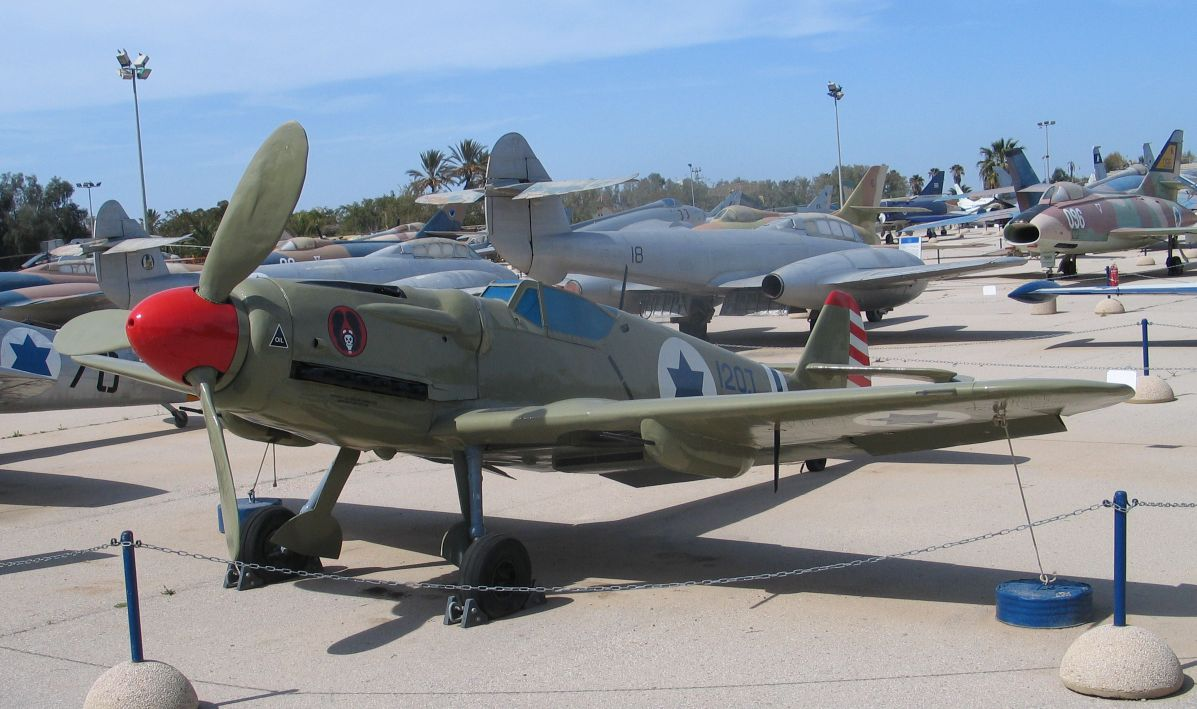
Un Avia S-199 israélien

La fin de la guerre marqua un peu partout la fin de la production du Messerschmitt 109. La plupart des machines en service dans les armées de l'air non allemandes, essentiellement des Gustav, furent utilisées jusqu'au début des années 1950, voire des années 1960 dans certains pays.
Mais l'histoire du 109 n'était pas terminée.
Lors du conflit, la Tchécoslovaquie occupée fabriquait des Bf 109 G sous licence, sous la dénomination Avia S-99. Après la fin de la guerre, les stocks de moteurs Daimler-Benz s'épuisant, Avia entrepris de greffer des moteurs Junkers Jumo 211 sur des cellules de Gustav. L'avion ainsi créé reçut la dénomination d'Avia S-199, et équipa l'Aviation tchécoslovaque.
Mais le nouvel appareil se révéla d'un pilotage très difficile, pour des performances médiocres. Détesté des pilotes, qui le surnommèrent « Mezek » (mule), il n'eut qu'une brève carrière jalonnée de nombreux accidents. En 1948, 25 de ces avions, quasiment neufs, furent vendus à l'aviation israélienne naissante, qui ne les utilisa que moins d'un an. C'est un de ces avions, piloté par Modi Adlon, qui remporta les deux premières victoires de l'aviation israélienne, en abattant au-dessus de Tel Aviv deux C.47 égyptiens, utilisés comme bombardiers.
Au cours de la guerre, les Espagnols avaient également passé un contrat de licence avec Messerschmitt pour pouvoir fabriquer sous licence le Bf 109 G. La fin de la guerre entraîna celle du contrat. Plusieurs fuselages, leurs ailes et quelques machines-outils avaient déjà été livrés à l'Espagne, mais les moteurs Daimler-Benz ne furent jamais expédiés.
Les Espagnols durent alors remotoriser leurs cellules avec des moteurs Hispano-Suiza HS 12Z89 de 1300 cv. L'appareil obtenu vola sous la désignation HA 1109, mais le moteur ne tournant pas dans le même sens que le moteur DB 605 réduisait la maniabilité de l'avion. Les versions ultérieures HA-1112, reçurent alors un moteur Rolls-Royce Merlin, qui modifia fortement l'aspect initial du 109 (le Merlin était un 12-cylindres en V non inversé contrairement aux Daimler-Benz 601 et 605).
Très agréable à piloter, le HA-1112, surnommé affectueusement « Buchón » (une espèce locale de pigeon) par ses pilotes, fut produit jusqu'en 1961, et resta en service jusqu'en 1965. Les Messerschmitt figurant dans le film La Bataille d'Angleterre, tourné en 1967, étaient en fait des « Buchóns ».

## Suisse
La Suisse reçoit en 1939 dix Bf-109 D précurseurs d'une commande de trente Bf-109 E suivie d'une autre de cinquante avions. Après guerre, huit "Emil" sont encore construits sous licence par Dorflug à Altenrhein Les avions sont remplacés et réformés en 1948. Deux Bf-109 F partis du Bourget à  destination de Fribourg-en-Brisgau sont contraints par le mauvais temps et le maque d'essence de se poser à Belp sont internés sur place et cédés à la Suisse après la fin de la guerre- Ils sont immatriculés J-715 et J-716 et sont essayés mais faute d'intérêt, ils sont réformés en 1947.
En 1944, la suisse négocie avec l'Allemagne qui s'engage à lui vendre douze Bf-109 G en échange de la destruction sous son contrôle d'un Messerschmitt Bf 110 posé par erreur à Dübendorf et porteur du plus récent radar allemand. Six avions sont livrés le 20 mai 1944 et six autres deux jours plus tard. Si les performances et le qualités offensives sont très supérieures à celle du "Emil" la qualité de construction de la cellule comme du moteur est en dessous de tout et les *Gustav" sont réformés dès 1947. Deux autres avions sont aussi internés.

## Évolution des caractéristiques et des performances
| modèle             | Bf 109 B-2                                     | Bf 109 C-1         | Bf 109 E-1         | Bf 109 E-4                                                    | Bf 109 F-4                                          | Bf 109 G-6                                                         | Bf 109 G-10                                                    | Bf 109 K-4                                                 |
| ------------------ | ---------------------------------------------- | ------------------ | ------------------ | ------------------------------------------------------------- | --------------------------------------------------- | ------------------------------------------------------------------ | -------------------------------------------------------------- | ---------------------------------------------------------- |
| Moteur             | Jumo 210 D                                     | Jumo 210 Ga        | DB 601 A-1         | DB 601 A-1 de 990 ch ou DB 601 Aa de 1050 ch                  | DB 601 E de 1350 ch                                 | DB 605 A-1 de 1475 ch                                              | DB 605 DB                                                      | DB 605DC de 1550 ch 2000 ch en régime d'urgence            |
| envergure          | 9,87 m                                         | 9,87 m             | 9,87 m             | 9,87 m                                                        | 9,92 m                                              | 9,92 m                                                             | 9,92 m                                                         | 9,92 m                                                     |
| Longueur           | 8,55 m                                         | 8,55 m             | 8,64 m             | 8,63 m                                                        | 8,86 m                                              | 9,04 m                                                             | 8,85 m                                                         | 8,94 m                                                     |
| Surface alaire     | 16,165 m²                                      | 16,165 m2          | 16,165 m2          | 16,165 m2                                                     | 16,165 m2                                           | 16,05 m2                                                           | 16,165 m2                                                      | 16,165 m2                                                  |
| Masse à vide       | 1580 kg                                        | 1597 kg            | 2010 kg            | 1996 kg                                                       | 2080 kg                                             | 2676 kg                                                            | 1970 kg                                                        | 1970 kg                                                    |
| Masse normale      | 2203 kg                                        | 2296 kg            | 2505 kg            | 2504 kg                                                       | 2810 kg                                             | 3170 kg maximale 3402 kg                                           | 3493 kg                                                        | 3774 kg                                                    |
| Armement           | 2 MG 17 de 7,92 mm (1000 coups)                | 4 MG 17 de 7,92 mm | 4 MG 17 de 7,92 mm | 2 MG 17 de 7,92 mm (1000 coups) 2 MG FF/M de 20 mm (60 coups) | 2 MG 17 de 7,92 mm (500 coups) 1 MG 151/20 de 20 mm | 2 MG 131 de 13 mm (300 coups) 1 MG 151/20 de 20 mm (200 coups)     | 2 MG 131 de 13 mm (300 coups) 1 MG 151/20 de 20 mm (200 coups) | 2 MG 131 de 13 mm (300 coups) 1 Mk 108 de 30 mm (65 coups) |
| Vitesse maximale   | 465 km/h à 4000 m 410 km/h au niveau de la mer | 470 km/h à 4 500 m | 570 km/h           | 570 km/h à 3 800 m                                            | 624 km/h à 6 500 m                                  | 642 km/h à 6 600 m 623 km/h à 7 000 m 544 km/h au niveau de la mer | 562 km/h au niveau de la mer 690 km/h à 7 500 m                | 727 km/h à 6 000 m 607 km/h au niveau de la mer            |
| Plafond maximal    | 9510 m                                         |                    | 10 500 m           | 11 000 m                                                      | 12 000 m                                            | 12 116 m                                                           | 12 600 m                                                       | 12 500 m                                                   |
| Autonomie maximale | 450 km                                         | 660 km             |                    |                                                               | 570 km 850 km avec réservoir externe                | 560 km                                                             | 600 km                                                         | 573 km                                                     |

## Appareils survivants
Un certain nombre d'appareils ont été sauvegardés à travers le monde. Ils se trouvent pour la plupart dans des musées mais une douzaine continuent de voler.
Parmi les nombreux appareils sauvegardés un grand nombre sont des HA-1112 fabriqués en Espagne.

### Culture populaire
Le ME 109 figure dans un album des Aventures de Tintin, Le Sceptre d'Ottokar (2e version, colorisée). C'est un appareil de ce type que Tintin "emprunte" à l'armée de l'air de la Bordurie , pour déjouer un complot fomenté par l'Apprenti-dictateur  Müsstler (nom composé de ceux de Mussolini  et Hitler) et fuir vers la Syldavie avec le sceptre enfin récupéré... il est abattu par la DCA Bordure et doit sauter en parachute, tombant, heureusement pour lui, du bon côté de la frontière.
Le ME 109 est présent dans le jeu Battlefield V.

### Aéronefs comparables
- Bloch MB.152
- Curtiss P-36
- Curtiss-Wright CW-21
- Fiat G.50
- Focke-Wulf Fw 190
- Hawker Hurricane
- IAR-80
- Macchi MC.200
- Mitsubishi A6M Zero
- Nakajima Ki-43
- Reggiane Re.2000
- Rogožarski IK-3
- Seversky P-35